# Lista de jogos para Nintendo GameCube

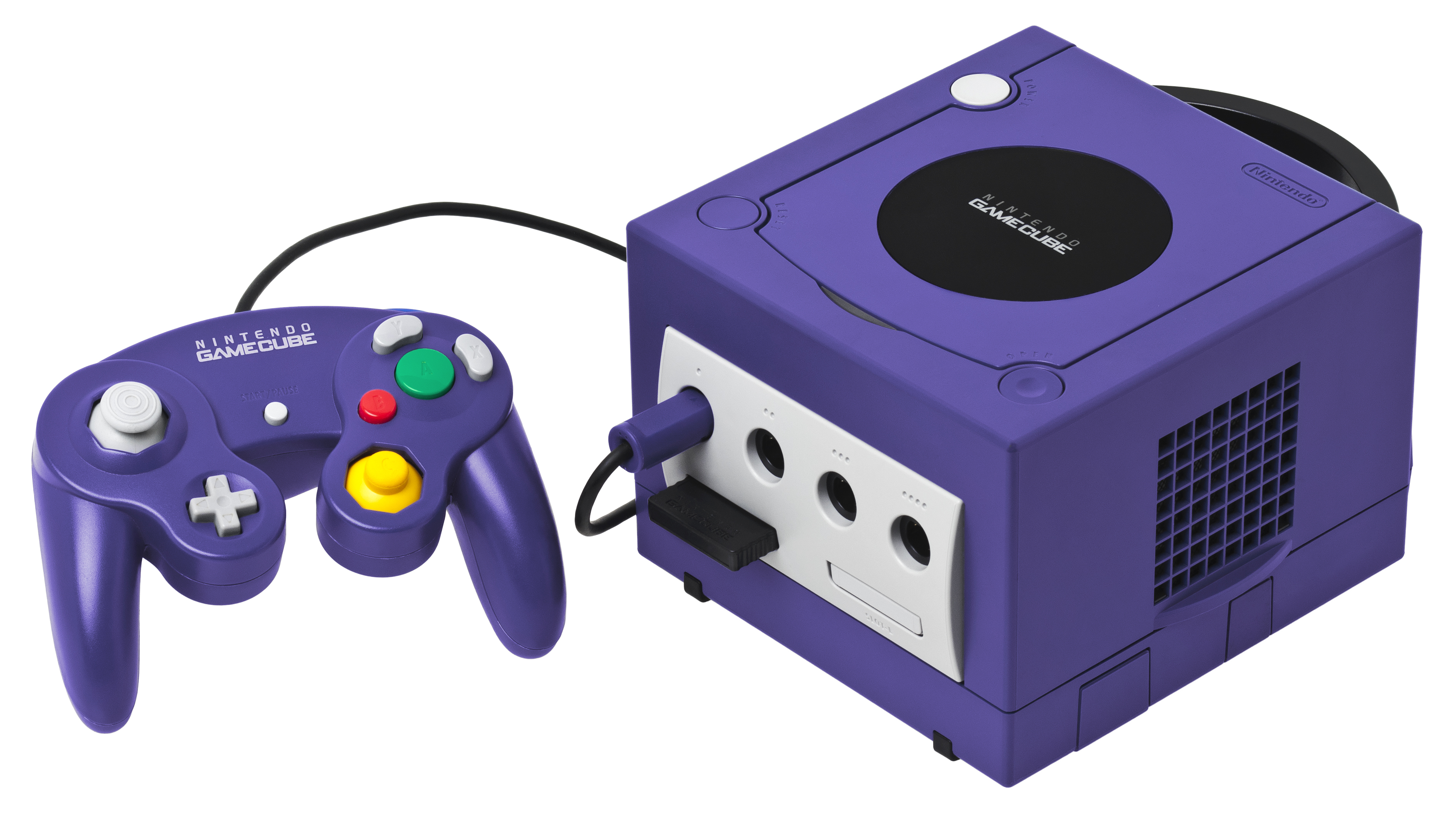
O GameCube e seu controle (na cor indigo).

Esta é a lista de jogos lançados para GameCube. Mais de 660 jogos foram lançados para a plataforma ao longo de sua vida.
O GameCube é o quarto console da Nintendo, lançado durante a sexta geração de videogames. É o sucessor do Nintendo 64, e foi lançado primeiro no Japão em 14 de setembro de 2001, seguido pelo lançamento na América do Norte em 18 de novembro de 2001, e lançado na Europa em 3 de maio de 2002. Um total de 12 jogos estavam disponíveis no lançamento de desenvolvedoras first-party e third-party. O sucessor do GameCube é o Wii, que foi lançado em 19 de novembro de 2006, e é retrocompatível com jogos, memory cards, e controles de GameCube (excluindo o modelo redesenhado "Wii Family Edition" lançado em 2011, que removeu compatibilidade com versões anteriores de jogos, memory cards, e controles de GameCube).
O último jogo lançado para plataforma foi Madden NFL 08, que foi lançado na América do Norte em 14 de agosto de 2007.

## Jogos
A coluna Japão destina-se a todo o tipo de softwares NTSC-J; disponível para o Japão, Coreia do Sul, Taiwan e outros territórios NTSC-J. Europa e PAL envolvem softwares PAL/SECAM, as letras sobrescritas indicam que o jogo está disponível para outras regiões dentro dos territórios PAL / SECAM, regularmente para a Australásia. A América do Norte faz parte dos territórios do NTSC, incluindo as Américas Central e do Sul.
Esta lista é organizada em ordem alfabética pelos títulos dos jogos localizados em inglês, ou, quando exclusivo do Japão, suas transliterações do rōmaji. Para uma lista cronológica, clicar no botão sort em qualquer uma das colunas das regiões disponíveis.
| 1080° Avalanche •1080: Silver StormJP                                                                                         | Nintendo                                          | Nintendo                                                       | 28 de novembro de 2003PAL    | 28 de novembro de 2003    | 22 de janeiro de 2004   | 1 de dezembro de 2003   |
| 18 Wheeler: American Pro Trucker                                                                                              | Acclaim Cheltenham                                | Acclaim Entertainment                                          | 18 de fevereiro de 2002NA/EU | 31 de maio de 2002        | 12 de setembro de 2002  | 18 de fevereiro de 2002 |
| 2002 FIFA World Cup | TOSE                                              | EA SportsNA,PAL, Electronic Arts VictorJP                      | 30 de abril de 2002NA        | 3 de maio de 2002         | 2 de maio de 2002       | 30 de abril de 2002     |
| 2006 FIFA World Cup •FIFA World Cup: Germany 2006                                                                             | EA Canada                                         | EA Sports                                                      | 24 de abril de 2006NA        | 28 de abril de 2006       | 18 de maio de 2006      | 24 de abril de 2006     |
| 4x4 EVO 2 | Terminal Reality                                  | Vivendi Universal Games                                        | 29 de outubro de 2002NA      | sem lançamento            | sem lançamento          | 29 de setembro de 2002  |
| The Adventures of Jimmy Neutron Boy Genius: Attack of the Twonkies                                                            | THQ                                               | THQ                                                            | 13 de outubro de 2004NA      | 11 de fevereiro de 2005   | sem lançamento          | 13 de setembro de 2004  |
| The Adventures of Jimmy Neutron Boy Genius: Jet Fusion                                                                        | Krome Studios                                     | THQ                                                            | 16 de outubro de 2003NA      | 21 de novembro de 2003    | sem lançamento          | 16 de setembro de 2003  |
| Aggressive Inline | Underground Development                           | AKA Acclaim                                                    | 31 de julho de 2002NA        | 6 de setembro de 2002     | sem lançamento          | 31 de julho de 2002     |
| Alien Hominid | The Behemoth                                      | O3 Entertainment                                               | 23 de novembro de 2004NA     | sem lançamento            | sem lançamento          | 23 de novembro de 2004  |
| All-Star Baseball 2002 | Acclaim Studios Austin                            | Acclaim Entertainment                                          | 18 de novembro de 2001NA     | sem lançamento            | sem lançamento          | 18 de novembro de 2001  |
| All-Star Baseball 2003 | Acclaim Studios Austin                            | Acclaim Entertainment                                          | 25 de fevereiro de 2002NA    | sem lançamento            | 8 de agosto de 2002     | 25 de fevereiro de 2002 |
| All-Star Baseball 2004 | Acclaim Studios Austin                            | Acclaim Entertainment                                          | 23 de fevereiro de 2003NA    | sem lançamento            | sem lançamento          | 23 de fevereiro de 2003 |
| Amazing Island •Kaijuu no Shima: Amazing IslandJP                                                                             | Ancient                                           | Sega                                                           | 15 de janeiro de 2004JP      | sem lançamento            | 15 de janeiro de 2004   | 25 de agosto de 2004    |
| American Chopper 2: Full Throttle                                                                                             | Creat Studios                                     | Activision                                                     | 29 de novembro de 2005NA     | sem lançamento            | sem lançamento          | 29 de novembro de 2005  |
| Animal Crossing •Doubutsu no Mori PlusJP                                                                                      | Nintendo EAD                                      | Nintendo                                                       | 14 de dezembro de 2001JP     | 24 de setembro de 2004    | 14 de dezembro de 2001  | 15 de setembro de 2002  |
| Animaniacs: The Great Edgar Hunt                                                                                              | Warthog Games                                     | Ignition Entertainment                                         | 27 de maio de 2005PAL        | 27 de maio de 2005        | sem lançamento          | 18 de setembro de 2005  |
| The Ant Bully | Artificial Mind and Movement                      | Midway Games                                                   | 24 de julho de 2006NA        | sem lançamento            | sem lançamento          | 24 de julho de 2006     |
| Aquaman: Battle for Atlantis                                                                                                  | Lucky Chicken Games                               | TDK Mediactive                                                 | 23 de julho de 2003NA        | sem lançamento            | sem lançamento          | 23 de julho de 2003     |
| Army Men: Air Combat - The Elite Missions                                                                                     | Wide Games                                        | The 3DO Company                                                | 25 de março de 2003NA        | sem lançamento            | sem lançamento          | 25 de março de 2003     |
| Army Men RTS: Real Time Strategy                                                                                              | Pandemic Studios                                  | The 3DO Company                                                | 2 de novembro de 2004NA      | sem lançamento            | sem lançamento          | 2 de novembro de 2004   |
| Army Men: Sarge's War | The 3DO Company                                   | Global Star Software                                           | 21 de agosto de 2004NA       | sem lançamento            | sem lançamento          | 21 de agosto de 2004    |
| Asterix & Obelix XXLPAL | Étranges Libellules                               | Atari Europe                                                   | 18 de junho de 2004PAL       | 18 de junho de 2004       | sem lançamento          | sem lançamento          |
| ATV Quad Power Racing 2 | Climax Group                                      | AKA Acclaim                                                    | 22 de janeiro de 2003NA      | 28 de fevereiro de 2003   | sem lançamento          | 22 de janeiro de 2003   |
| Auto Modellista •Auto Modellista: U.S.-tunedJP                                                                                | Capcom                                            | Capcom                                                         | 3 de julho de 2003JP         | sem lançamento            | 3 de julho de 2003      | 30 de setembro de 2003  |
| Avatar: The Last Airbender •Avatar: The Legend of AangPAL                                                                     | THQ                                               | THQ                                                            | 10 de outubro de 2006NA      | 9 de fevereiro de 2007    | sem lançamento          | 10 de outubro de 2006   |
| Backyard Baseball | Humongous Entertainment                           | Infogrames                                                     | 31 de março de 2003NA        | sem lançamento            | sem lançamento          | 31 de março de 2003     |
| Backyard Baseball 2007 | GameBrains                                        | Atari                                                          | 3 de abril de 2006NA         | sem lançamento            | sem lançamento          | 3 de abril de 2006      |
| Backyard Football | Humongous Entertainment                           | Infogrames                                                     | 10 de outubro de 2002NA      | sem lançamento            | sem lançamento          | 10 de outubro de 2002   |
| Bad Boys: Miami Takedown •Bad Boys IIPAL                                                                                      | Blitz Games                                       | Crave Entertainment, Empire Interactive                        | 14 de setembro de 2004NA     | 15 de outubro de 2004     | sem lançamento          | 14 de setembro de 2004  |
| Baldur's Gate: Dark Alliance                                                                                                  | Snowblind Studios, High Voltage Software          | Interplay Entertainment                                        | 18 de novembro de 2002NA     | 25 de abril de 2003       | sem lançamento          | 18 de novembro de 2002  |
| The Baseball 2003JP | Konami                                            | Konami                                                         | 20 de março de 2003JP        | sem lançamento            | 20 de março de 2003     | sem lançamento          |
| Baten Kaitos: Eternal Wings and the Lost Ocean •Baten Kaitos: Owaranai Tsubasa to Ushinawareta UmiJP                          | tri-Crescendo, Monolith Soft                      | Namco, Nintendo                                                | 5 de dezembro de 2003JP      | 1 de abril de 2005        | 5 de dezembro de 2003   | 16 de novembro de 2004  |
| Baten Kaitos Origins •Baten Kaitos II: Hajimari no Tsubasa to Kamigami no ShishiJP                                            | tri-Crescendo, Monolith Soft                      | Nintendo                                                       | 23 de fevereiro de 2006JP    | sem lançamento            | 23 de fevereiro de 2006 | 25 de setembro de 2006  |
| Batman Begins | Eurocom                                           | Electronic Arts                                                | 14 de junho de 2005NA        | 17 de junho de 2005       | sem lançamento          | 14 de junho de 2005     |
| Batman Vengeance | Ubi Soft Montreal                                 | Ubi Soft Entertainment                                         | 18 de novembro de 2001NA     | 3 de maio de 2002         | sem lançamento          | 18 de novembro de 2001  |
| Batman: Dark Tomorrow | HotGen                                            | Kemco                                                          | 21 de março de 2003JP        | 11 de abril de 2003       | 21 de março de 2003     | 25 de março de 2003     |
| Batman: Rise of Sin Tzu | Ubi Soft Montreal                                 | Ubi Soft Entertainment                                         | 11 de novembro de 2003NA     | 5 de dezembro de 2003     | sem lançamento          | 11 de novembro de 2003  |
| Battalion Wars | Kuju Entertainment                                | Nintendo                                                       | 19 de setembro de 2005NA     | 9 de dezembro de 2005EU   | 27 de outubro de 2005   | 19 de setembro de 2005  |
| Battle Stadium D.O.NJP | Eighting, Q Entertainment                         | Namco Bandai Games                                             | 20 de julho de 2006JP        | sem lançamento            | 20 de julho de 2006     | sem lançamento          |
| Beach Spikers | Sega-AM2                                          | Sega                                                           | 19 de julho de 2002JP        | 27 de setembro de 2002    | 19 de julho de 2002     | 12 de agosto de 2002    |
| Beyblade VForce: Super Tournament Battle •Bakuten Shoot Beyblade 2002: Nettou! Magne Tag BattleJP                             | A.I                                               | Takara JP Atari OV                                             | 19 de dezembro de 2002JP     | 28 de novembro de 2003    | 19 de dezembro de 2002  | 23 de setembro de 2003  |
| Beyond Good & Evil | Ubisoft Montpellier Ubisoft Milan                 | Ubisoft                                                        | 11 de dezembro de 2003NA     | 27 de fevereiro de 2004   | sem lançamento          | 11 de dezembro de 2003  |
| Big Air Freestyle | Paradigm Entertainment                            | Infogrames                                                     | 13 de setembro de 2002NA     | 8 de novembro de 2002     | sem lançamento          | 13 de setembro de 2002  |
| Big Mutha Truckers | Eutechnyx                                         | Empire Interactive, THQ                                        | 16 de agosto de 2003NA       | 5 de setembro de 2003     | sem lançamento          | 16 de agosto de 2003    |
| Billy Hatcher and the Giant Egg •Giant Egg: Billy Hatcher no DaiboukenJP                                                      | Sonic Team                                        | Sega                                                           | 23 de setembro de 2003NA     | 31 de outubro de 2003     | 9 de outubro de 2003    | 23 de setembro de 2003  |
| Bionicle Heroes | Traveller's Tales                                 | Eidos Interactive                                              | 14 de novembro de 2006NA     | sem lançamento            | sem lançamento          | 14 de novembro de 2006  |
| Bionicle: The Game | Argonaut Games                                    | Electronic Arts Lego Interactive                               | 20 de outubro de 2003NA      | 31 de outubro de 2003     | sem lançamento          | 20 de outubro de 2003   |
| Black & Bruised | Digital Fiction                                   | Majesco Entertainment Vivendi Universal GamesEU                | 26 de janeiro de 2003NA      | 27 de junho de 2003       | sem lançamento          | 26 de janeiro de 2003   |
| Bleach GC: Tasogare Ni Mamieru ShinigamiJP                                                                                    | Sega                                              | Sega                                                           | 8 de dezembro de 2005JP      | sem lançamento            | 8 de dezembro de 2005   | sem lançamento          |
| Blood Omen 2 | Crystal Dynamics                                  | Eidos Interactive                                              | 9 de dezembro de 2002NA      | 24 de janeiro de 2003     | sem lançamento          | 9 de dezembro de 2002   |
| BloodRayne | Terminal Reality                                  | Majesco Entertainment, VU Games                                | 15 de outubro de 2002NA      | 23 de maio de 2003        | sem lançamento          | 15 de outubro de 2002   |
| Bloody Roar: Primal Fury | Eighting                                          | Activision, Hudson Soft                                        | 18 de março de 2002NA        | 3 de maio de 2002         | 25 de abril de 2002     | 18 de março de 2002     |
| BlowOut | Pipe Dream Interactive                            | Majesco Entertainment                                          | 26 de novembro de 2003NA     | sem lançamento            | sem lançamento          | 26 de novembro de 2003  |
| BMX XXX | Z-Axis                                            | AKA Acclaim                                                    | 24 de novembro de 2002NA     | 7 de fevereiro de 2003    | sem lançamento          | 24 de novembro de 2002  |
| Bobobo-bo Bo-bobo Dassutsu! Hajike RoyaleJP                                                                                   | Hudson Soft                                       | Hudson Soft                                                    | 18 de março de 2005JP        | sem lançamento            | 18 de março de 2005     | sem lançamento          |
| Bomberman Generation | Hudson Soft                                       | Hudson Soft Majesco EntertainmentNA Vivendi Universal Games EU | 3 de junho de 2002NA         | 6 de dezembro de 2002     | 27 de junho de 2002     | 3 de junho de 2002      |
| Bomberman Jetters | Hudson Soft                                       | Hudson Soft Majesco EntertainmentNA                            | 19 de dezembro de 2002JP     | sem lançamento            | 19 de dezembro de 2002  | 10 de março de 2004     |
| Bomberman Land 2JP | Racjin                                            | Hudson Soft                                                    | 31 de julho de 2003JP        | sem lançamento            | 31 de julho de 2003     | sem lançamento          |
| Bratz: Forever Diamondz | Blitz Games                                       | THQ                                                            | 18 de setembro de 2006NA     | 3 de novembro de 2006     | sem lançamento          | 18 de setembro de 2006  |
| Bratz: Rock Angelz | Blitz Games                                       | THQ                                                            | 5 de outubro de 2005NA       | 14 de outubro de 2005     | sem lançamento          | 5 de outubro de 2005    |
| Buffy the Vampire Slayer: Chaos Bleeds                                                                                        | Eurocom Entertainment Software                    | Vivendi Universal Games                                        | 28 de agosto de 2003NA       | 24 de outubro de 2003     | sem lançamento          | 28 de agosto de 2003    |
| Burnout | Criterion Games                                   | Acclaim Entertainment                                          | 29 de abril de 2002NA        | 3 de maio de 2002         | sem lançamento          | 29 de abril de 2002     |
| Burnout 2: Point of Impact | Criterion Games                                   | Acclaim Entertainment                                          | 9 de abril de 2003NA         | 9 de maio de 2003         | sem lançamento          | 9 de abril de 2003      |
| Bust-a-Move 3000 •Super Bust-a-Move All-StarsPAL •Super Puzzle Bobble All-StarsJP                                             | Taito Corporation                                 | Taito Corporation Ubi Soft EntertainmentNA                     | 12 de fevereiro de 2003NA    | 5 de setembro de 2003     | 27 de fevereiro de 2003 | 12 de fevereiro de 2003 |
| Butt-Ugly Martians: Zoom or DoomPAL                                                                                           | Runecraft                                         | Vivendi Universal Publishing                                   | 10 de maio de 2003PAL        | 10 de maio de 2003        | sem lançamento          | sem lançamento          |
| Cabela's Big Game Hunter 2005 Adventures                                                                                      | Magic Wand Productions                            | Activision                                                     | 9 de dezembro de 2004NA      | sem lançamento            | sem lançamento          | 9 de dezembro de 2004   |
| Cabela's Dangerous Hunts 2 | FUN Labs                                          | Activision                                                     | 16 de novembro de 2005NA     | sem lançamento            | sem lançamento          | 16 de novembro de 2005  |
| Cabela's Outdoor Adventures                                                                                                   | Magic Wand Productions                            | Activision                                                     | 13 de setembro de 2005NA     | sem lançamento            | sem lançamento          | 13 de setembro de 2005  |
| Call of Duty 2: Big Red One                                                                                                   | Treyarch                                          | Activision                                                     | 1 de novembro de 2005NA      | 18 de novembro de 2005    | sem lançamento          | 1 de novembro de 2005   |
| Call of Duty: Finest Hour | Exakt Entertainment                               | Activision                                                     | 16 de novembro de 2004NA     | 26 de novembro de 2004    | sem lançamento          | 16 de novembro de 2004  |
| Capcom vs. SNK 2 EO •Capcom vs. SNK 2 EO: Millionaire Fighting 2001JP,PAL                                                     | Capcom                                            | Capcom                                                         | 4 de julho de 2002JP         | 30 de agosto de 2002      | 4 de julho de 2002      | 23 de setembro de 2002  |
| Captain Tsubasa: Ōgon Sedai no ChōsenJP                                                                                       | Konami                                            | Konami                                                         | 12 de setembro de 2002JP     | sem lançamento            | 12 de setembro de 2002  | sem lançamento          |
| Carmen Sandiego: The Secret of the Stolen Drums                                                                               | Artificial Mind and Movement                      | BAM! Entertainment                                             | 5 de março de 2004PAL        | 5 de março de 2004        | sem lançamento          | 13 de setembro de 2004  |
| Cars | Rainbow Studios                                   | THQ                                                            | 6 de julho de 2006NA         | 14 de julho de 2006       | 6 de julho de 2006      | 6 de junho de 2006      |
| Casper: Spirit Dimensions | Lucky Chicken Games                               | TDK Mediactive                                                 | 15 de outubro de 2002NA      | 14 de fevereiro de 2003   | sem lançamento          | 15 de outubro de 2002   |
| Catwoman | Argonaut Games                                    | EA Games                                                       | 20 de julho de 2004NA        | 6 de agosto de 2004       | sem lançamento          | 20 de julho de 2004     |
| Cel Damage | Pseudo Interactive                                | EA Games                                                       | 7 de janeiro de 2002NA       | 3 de maio de 2002         | sem lançamento          | 7 de janeiro de 2002    |
| Chaos Field •Chaos Field ExpandedJP                                                                                           | Milestone                                         | O3 EntertainmentNA, SegaJP                                     | 24 de fevereiro de 2005JP    | sem lançamento            | 24 de fevereiro de 2005 | 20 de dezembro de 2005  |
| Charinko HeroJP | Banpresto                                         | Banpresto                                                      | 17 de julho de 2003JP        | sem lançamento            | 17 de julho de 2003     | sem lançamento          |
| Charlie and the Chocolate Factory                                                                                             | High Voltage Software, Backbone Entertainment     | Global Star Software                                           | 11 de julho de 2005NA        | 22 de julho de 2005       | sem lançamento          | 11 de julho de 2005     |
| Charlie's Angels | Neko Entertainment                                | Ubisoft                                                        | 9 de julho de 2003NA         | 18 de julho de 2003       | sem lançamento          | 9 de julho de 2003      |
| Chibi-Robo! | Skip Ltd.                                         | Nintendo                                                       | 23 de junho de 2005JP        | 26 de maio de 2006        | 23 de junho de 2005     | 6 de fevereiro de 2006  |
| Chicken Little | Avalanche Software                                | Buena Vista Games, D3 PublisherJP                              | 20 de outubro de 2005NA      | 10 de fevereiro de 2006   | 15 de dezembro de 2005  | 20 de outubro de 2005   |
| The Chronicles of Narnia: The Lion, the Witch and the Wardrobe                                                                | Traveller's Tales                                 | Buena Vista Games                                              | 14 de novembro de 2005NA     | 31 de março de 2006       | 2 de março de 2006      | 14 de novembro de 2005  |
| City Racer | Ubi Soft Bucharest                                | Ubi Soft Entertainment                                         | 29 de abril de 2003NA        | sem lançamento            | sem lançamento          | 29 de abril de 2003     |
| Cocoto FunfairPAL | Neko Entertainment                                | BigBen Interactive                                             | 7 de abril de 2006PAL        | 7 de abril de 2006        | sem lançamento          | sem lançamento          |
| Cocoto Kart RacerPAL | Neko Entertainment                                | BigBen Interactive                                             | 22 de abril de 2005PAL       | 22 de abril de 2005       | sem lançamento          | sem lançamento          |
| Cocoto Platform JumperPAL | Neko Entertainment                                | BigBen Interactive                                             | 10 de dezembro de 2004PAL    | 10 de dezembro de 2004    | sem lançamento          | sem lançamento          |
| Codename: Kids Next Door – Operation: V.I.D.E.O.G.A.M.E.                                                                      | High Voltage Software                             | Global Star Software                                           | 11 de outubro de 2005NA      | 2 de dezembro de 2005     | sem lançamento          | 11 de outubro de 2005   |
| ConanPAL | Cauldron Ltd.                                     | TDK Mediactive                                                 | 15 de abril de 2005PAL       | 15 de abril de 2005       | sem lançamento          | sem lançamento          |
| Conflict: Desert Storm | Pivotal Games                                     | Gotham GamesNA, SCiPAL                                         | 17 de abril de 2003PAL       | 17 de abril de 2003       | sem lançamento          | 22 de abril de 2003     |
| Conflict: Desert Storm II - Back to Baghdad •Conflict: Desert Storm IIPAL                                                     | Pivotal Games                                     | Gotham GamesNA, SCiPAL                                         | 7 de janeiro de 2004NA       | 6 de fevereiro de 2004    | sem lançamento          | 7 de janeiro de 2004    |
| Crash Bandicoot: The Wrath of Cortex •Crash Bandicoot 4: Sakuretsu! Majin PowerJP                                             | Traveller's Tales                                 | Vivendi Universal Games KonamiJP                               | 17 de setembro de 2002NA     | 1 de novembro de 2002     | 4 de dezembro de 2003   | 17 de setembro de 2002  |
| Crash Nitro Kart •Crash Bandicoot Bakusou! Nitro KartJP                                                                       | Vicarious Visions                                 | Vivendi Universal Games KonamiJP                               | 8 de julho de 2003JP         | 28 de novembro de 2003    | 8 de julho de 2003      | 11 de novembro de 2003  |
| Crash Tag Team Racing •Crash Bandicoot: Gacchanko WorldJP                                                                     | Radical Entertainment                             | Vivendi Universal Games                                        | 19 de outubro de 2005NA      | 11 de novembro de 2005    | 1 de dezembro de 2005   | 19 de outubro de 2005   |
| Crazy Taxi | Acclaim Cheltenham                                | Acclaim Entertainment Sega JP                                  | 18 de novembro de 2001NA     | 3 de maio de 2002         | 30 de maio de 2002      | 18 de novembro de 2001  |
| Cubivore: Survival of the Fittest •Doubutsu BanchouJP                                                                         | Nintendo                                          | NintendoJP, AtlusNA                                            | 21 de fevereiro de 2002JP    | sem lançamento            | 21 de fevereiro de 2002 | 5 de novembro de 2002   |
| Cubix Robots for Everyone: Showdown                                                                                           | Blitz Games                                       | The 3DO Company                                                | 2 de junho de 2003NA         | sem lançamento            | sem lançamento          | 2 de junho de 2003      |
| Curious George | Monkey Bar Games                                  | Namco                                                          | 1 de fevereiro de 2006NA     | sem lançamento            | sem lançamento          | 1 de fevereiro de 2006  |
| Custom Robo •Custom Robo: Battle RevolutionJP                                                                                 | Noise Inc.                                        | Nintendo                                                       | 4 de março de 2004JP         | sem lançamento            | 4 de março de 2004      | 10 de maio de 2004      |
| Dakar 2: The World's Ultimate Rally                                                                                           | Acclaim Studios Cheltenham                        | Acclaim Entertainment                                          | 25 de março de 2003NA        | 28 de março de 2003       | sem lançamento          | 25 de março de 2003     |
| Dance Dance Revolution Mario Mix •Dancing Stage Mario MixPAL •Dance Dance Revolution with MarioJP                             | Konami                                            | Nintendo                                                       | 14 de julho de 2005JP        | 28 de outubro de 2005     | 14 de julho de 2005     | 24 de outubro de 2005   |
| Dark Summit | Radical Entertainment                             | THQ                                                            | 4 de fevereiro de 2002NA     | 24 de maio de 2002        | sem lançamento          | 4 de fevereiro de 2002  |
| Darkened Skye | Boston Animation                                  | Simon & Schuster, TDK Mediactive                               | 16 de novembro de 2002NA     | 30 de maio de 2003        | sem lançamento          | 16 de novembro de 2002  |
| Dave Mirra Freestyle BMX 2 | Z-Axis                                            | Acclaim Max Sports                                             | 18 de novembro de 2001NA     | 3 de maio de 2002         | sem lançamento          | 18 de novembro de 2001  |
| Dead to Rights | Namco                                             | Namco                                                          | 25 de novembro de 2002NA     | 22 de agosto de 2003      | sem lançamento          | 25 de novembro de 2002  |
| Def Jam Vendetta | EA Canada, Syn Sophia                             | EA Sports BIG                                                  | 31 de março de 2003NA        | 23 de maio de 2003        | sem lançamento          | 31 de março de 2003     |
| Def Jam: Fight for NY | EA Canada, Syn Sophia                             | EA Games                                                       | 20 de setembro de 2004NA     | 1 de outubro de 2004      | sem lançamento          | 20 de setembro de 2004  |
| Defender •Defender: For All MankindPAL                                                                                        | 7 Studios                                         | Midway Games                                                   | 6 de novembro de 2002NA      | 14 de março de 2003       | sem lançamento          | 6 de novembro de 2002   |
| Derby Tsuku 3: Derby Uma o Tsukurou!JP                                                                                        | Smilebit                                          | Sega                                                           | 11 de dezembro de 2003JP     | sem lançamento            | 11 de dezembro de 2003  | sem lançamento          |
| Die Hard: Vendetta | Bits Studios                                      | Vivendi Universal Games                                        | 15 de novembro de 2002NA     | 19 de novembro de 2002    | sem lançamento          | 15 de novembro de 2002  |
| Digimon Rumble Arena 2 •Digimon Battle ChronicleJP                                                                            | Bandai                                            | Bandai                                                         | 6 de setembro de 2004NA      | 15 de outubro de 2004     | sem lançamento          | 6 de setembro de 2004   |
| Digimon World 4 •Digimon World XJP                                                                                            | Bandai                                            | Bandai                                                         | 6 de janeiro de 2005JP       | sem lançamento            | 6 de janeiro de 2005    | 1 de junho de 2005      |
| Dinotopia: The Sunstone Odyssey                                                                                               | Vicious Cycle Software                            | TDK Mediactive                                                 | 23 de julho de 2003NA        | sem lançamento            | sem lançamento          | 23 de julho de 2003     |
| Disney Sports Basketball | Konami                                            | Konami                                                         | 19 de dezembro de 2002JP     | 8 de agosto de 2003       | 19 de dezembro de 2002  | 13 de janeiro de 2003   |
| Disney Sports Football •Disney Sports: American FootballJP                                                                    | Konami                                            | Konami                                                         | 8 de dezembro de 2002NA      | sem lançamento            | 12 de dezembro de 2002  | 8 de dezembro de 2002   |
| Disney Sports Skateboarding                                                                                                   | Konami                                            | Konami                                                         | 19 de setembro de 2002JP     | 7 de março de 2003        | 19 de setembro de 2002  | 17 de novembro de 2002  |
| Disney Sports Soccer •Disney Sports: FootballPAL                                                                              | Konami                                            | Konami                                                         | 18 de julho de 2002JP        | 7 de fevereiro de 2003    | 18 de julho de 2002     | 17 de novembro de 2002  |
| Disney's Extreme Skate Adventure                                                                                              | Toys For Bob                                      | Activision                                                     | 4 de setembro de 2003NA      | 5 de setembro de 2003     | sem lançamento          | 4 de setembro de 2003   |
| Disney's Hide & Sneak •Disney's Mickey & Minnie: Trick & ChaseJP                                                              | Capcom                                            | Capcom                                                         | 30 de novembro de 2003NA     | 19 de março de 2004       | 4 de dezembro de 2003   | 30 de novembro de 2003  |
| Disney's Magical Mirror Starring Mickey Mouse •Mickey Mouse no Fushigi na KagamiJP                                            | Capcom                                            | Nintendo                                                       | 9 de agosto de 2002JP        | 13 de setembro de 2002    | 9 de agosto de 2002     | 11 de agosto de 2002    |
| Disney's Party •Disney no Magical ParkJP                                                                                      | Neverland Co.                                     | Hudson Soft JP Electronic Arts OV                              | 1 de agosto de 2002JP        | 17 de outubro de 2003     | 1 de agosto de 2002     | 16 de setembro de 2003  |
| Disney's PK: Out of the Shadows •Disney's Donald Duck: PKPAL                                                                  | Ubi Soft Montreal                                 | Ubi Soft Entertainment                                         | 29 de novembro de 2002JP     | 5 de dezembro de 2002     | 29 de novembro de 2002  | 3 de dezembro de 2002   |
| Disney's Tarzan: Untamed •Disney's Tarzan: FreeridePAL                                                                        | Ubi Soft Montreal                                 | Ubi Soft Entertainment                                         | 18 de novembro de 2001NA     | 3 de maio de 2002         | sem lançamento          | 18 de novembro de 2001  |
| Dokapon DX: Wataru Sekai wa Oni DarakeJP                                                                                      | Asmik Ace Entertainment                           | Asmik Ace Entertainment                                        | 10 de abril de 2003JP        | sem lançamento            | 10 de abril de 2003     | sem lançamento          |
| Donald Duck: Goin' Quackers •Donald Duck: Quack AttackPAL                                                                     | Ubi Soft Montreal                                 | Ubi Soft Entertainment                                         | 25 de março de 2002NA        | 3 de maio de 2002         | sem lançamento          | 25 de março de 2002     |
| Donkey Kong Jungle Beat | Nintendo EAD Tokyo                                | Nintendo                                                       | 16 de dezembro de 2004JP     | 4 de fevereiro de 2005    | 16 de dezembro de 2004  | 14 de março de 2005     |
| Donkey Konga | Namco                                             | Nintendo                                                       | 12 de dezembro de 2003JP     | 15 de outubro de 2004     | 12 de dezembro de 2003  | 27 de setembro de 2004  |
| Donkey Konga 2 •Donkey Konga 2: Hit Song ParadeJP                                                                             | Namco                                             | Nintendo                                                       | 1 de julho de 2004JP         | 3 de junho de 2005        | 1 de julho de 2004      | 9 de maio de 2005       |
| Donkey Konga 3JP | Namco                                             | Nintendo                                                       | 17 de março de 2005JP        | sem lançamento            | 17 de março de 2005     | sem lançamento          |
| Dora the Explorer: Journey to the Purple Planet                                                                               | Monkey Bar Games                                  | Global Star Software                                           | 13 de outubro de 2005NA      | 16 de dezembro de 2005    | sem lançamento          | 13 de outubro de 2005   |
| Doraemon: Minna de Asobo! MinidorandoJP                                                                                       | Shogakukan                                        | Shogakukan                                                     | 18 de julho de 2003JP        | sem lançamento            | 18 de julho de 2003     | sem lançamento          |
| Doshin the GiantPAL •Kyojin no DoshinJP                                                                                       | Param                                             | Nintendo                                                       | 14 de março de 2002JP        | 20 de setembro de 2002    | 14 de março de 2002     | sem lançamento          |
| Doubutsu no Mori e-PlusJP | Nintendo EAD                                      | Nintendo                                                       | 27 de junho de 2003JP        | sem lançamento            | 27 de junho de 2003     | sem lançamento          |
| Dr. Muto | Midway Games                                      | Midway Games                                                   | 17 de dezembro de 2002NA     | sem lançamento            | sem lançamento          | 17 de dezembro de 2002  |
| Dragon Ball Z: Budokai •Dragon Ball ZJP                                                                                       | Dimps                                             | AtariNA, BandaiPAL,JP                                          | 28 de outubro de 2003NA      | 14 de novembro de 2003    | 28 de novembro de 2003  | 28 de outubro de 2003   |
| Dragon Ball Z: Budokai 2 | Dimps                                             | AtariNA, BandaiPAL,JP                                          | 15 de dezembro de 2004NA     | 18 de março de 2005       | sem lançamento          | 15 de dezembro de 2004  |
| Dragon Ball Z: Sagas | Avalanche Software                                | Atari                                                          | 22 de março de 2005NA        | sem lançamento            | sem lançamento          | 22 de março de 2005     |
| Dragon Drive: D-Masters ShotJP                                                                                                | Treasure                                          | Bandai                                                         | 8 de agosto de 2003JP        | sem lançamento            | 8 de agosto de 2003     | sem lançamento          |
| Dragon's Lair 3D: Return to the Lair •Dragon's Lair 3D: Special EditionPAL                                                    | Dragonstone Software                              | Encore SoftwareNA, THQPAL                                      | 22 de dezembro de 2002NA     | 26 de março de 2004       | sem lançamento          | 22 de dezembro de 2002  |
| DreamMix TV World FightersJP                                                                                                  | Red Entertainment                                 | Hudson Soft, Konami                                            | 18 de dezembro de 2003JP     | sem lançamento            | 18 de dezembro de 2003  | sem lançamento          |
| Driven | BAM! Entertainment                                | BAM! Entertainment                                             | 30 de março de 2002NA        | 3 de maio de 2002         | sem lançamento          | 30 de março de 2002     |
| Drome Racers | Attention to Detail                               | Electronic Arts Lego Interactive                               | 16 de setembro de 2003NA     | 26 de setembro de 2003    | sem lançamento          | 16 de setembro de 2003  |
| Duel MastersJP | Takara                                            | Takara                                                         | 18 de dezembro de 2003JP     | sem lançamento            | 18 de dezembro de 2003  | sem lançamento          |
| Ed, Edd n Eddy: The Mis-Edventures                                                                                            | Artificial Mind and Movement                      | Midway Games                                                   | 3 de novembro de 2005NA      | sem lançamento            | sem lançamento          | 3 de novembro de 2005   |
| Egg Mania: Eggstreme Madness •Eggo ManiaPAL •Tsukande! Mawashite! Dossun Puzzle EggManiaJP                                    | HotGen                                            | KemcoNA,PAL, Kotobuki SystemsJP                                | 12 de setembro de 2002NA     | 25 de outubro de 2002     | 27 de setembro de 2002  | 12 de setembro de 2002  |
| Eisei Meijin VIJP | Konami                                            | Konami                                                         | 26 de setembro de 2002JP     | sem lançamento            | 26 de setembro de 2002  | sem lançamento          |
| Enter the Matrix | Shiny Entertainment                               | InfogramesNA,PAL, BandaiJP                                     | 14 de maio de 2003NA         | 15 de maio de 2003        | 19 de junho de 2003     | 14 de maio de 2003      |
| ESPN International Winter Sports 2002 •ESPN International Winter SportsPAL •Hyper Sports 2002 WinterJP                        | Konami                                            | Konami                                                         | 31 de janeiro de 2002JP      | 3 de maio de 2002         | 31 de janeiro de 2002   | 4 de fevereiro de 2002  |
| ESPN MLS ExtraTime 2002 | Konami                                            | Konami                                                         | 25 de março de 2002NA        | sem lançamento            | sem lançamento          | 25 de março de 2002     |
| Eternal Darkness: Sanity's Requiem •Eternal Darkness: Manukareta 13-ninJP                                                     | Silicon Knights                                   | Nintendo                                                       | 24 de junho de 2002NA        | 1 de novembro de 2002     | 25 de outubro de 2002   | 24 de junho de 2002     |
| Evolution Skateboarding | Konami                                            | Konami                                                         | 17 de novembro de 2002NA     | 21 de fevereiro de 2003   | 12 de dezembro de 2002  | 17 de novembro de 2002  |
| Evolution Snowboarding | Konami                                            | Konami                                                         | 25 de fevereiro de 2003NA    | 28 de março de 2003       | sem lançamento          | 25 de fevereiro de 2003 |
| Evolution Worlds •Shinkisekai EvolutiaJP                                                                                      | Sting Entertainment                               | UbisoftNA,PAL, ESP SoftwareJP                                  | 26 de julho de 2002JP        | 2003                      | 26 de julho de 2002     | 2 de dezembro de 2002   |
| Extreme-G 3 | Acclaim Cheltenham                                | Acclaim Entertainment                                          | 27 de novembro de 2001NA     | 3 de maio de 2002         | 15 de março de 2002     | 27 de novembro de 2001  |
| F-Zero GX | Amusement Vision                                  | Nintendo                                                       | 25 de julho de 2003JP        | 31 de outubro de 2003     | 25 de julho de 2003     | 26 de agosto de 2003    |
| F1 2002 | EA Sports                                         | EA Sports                                                      | 22 de junho de 2002NA        | 19 de julho de 2002       | sem lançamento          | 22 de junho de 2002     |
| F1 Career ChallengePAL | EA Sports, Visual Sciences                        | EA Sports                                                      | 27 de junho de 2003PAL       | 27 de junho de 2003       | sem lançamento          | sem lançamento          |
| The Fairly OddParents: Breakin' Da Rules                                                                                      | Blitz Games                                       | THQ                                                            | 3 de novembro de 2003NA      | sem lançamento            | sem lançamento          | 3 de novembro de 2003   |
| The Fairly OddParents: Shadow Showdown                                                                                        | Blitz Games                                       | THQ                                                            | 8 de setembro de 2004NA      | sem lançamento            | sem lançamento          | 8 de setembro de 2004   |
| Family Stadium 2003JP | Namco                                             | Namco                                                          | 30 de maio de 2003JP         | sem lançamento            | 30 de maio de 2003      | sem lançamento          |
| Fantastic 4 •Fantastic FourPAL                                                                                                | 7 Studios                                         | Activision                                                     | 27 de junho de 2005NA        | 15 de julho de 2005       | sem lançamento          | 27 de junho de 2005     |
| FIFA Soccer 06 •FIFA 06PAL | EA Canada                                         | EA Sports                                                      | 30 de setembro de 2005PAL    | 30 de setembro de 2005    | sem lançamento          | 4 de outubro de 2005    |
| FIFA Soccer 07 •FIFA 07PAL | EA Canada                                         | EA Sports                                                      | 29 de setembro de 2006PAL    | 29 de setembro de 2006    | sem lançamento          | 3 de outubro de 2006    |
| FIFA Soccer 2002 •FIFA 2002: Road to FIFA World CupJP                                                                         | EA Sports                                         | EA Sports, Electronic Arts VictorJP                            | 15 de novembro de 2001JP     | sem lançamento            | 15 de novembro de 2001  | 21 de novembro de 2001  |
| FIFA Soccer 2003 •FIFA Football 2003PAL •FIFA 2003JP                                                                          | EA Canada                                         | EA Sports                                                      | 1 de novembro de 2002PAL     | 1 de novembro de 2002     | 6 de dezembro de 2002   | 14 de novembro de 2002  |
| FIFA Soccer 2004 •FIFA Football 2004PAL                                                                                       | EA Canada                                         | EA Sports                                                      | 24 de outubro de 2003PAL     | 24 de outubro de 2003     | sem lançamento          | 4 de novembro de 2003   |
| FIFA Soccer 2005 •FIFA Football 2005PAL                                                                                       | EA Canada                                         | EA Sports                                                      | 8 de outubro de 2004PAL      | 8 de outubro de 2004      | sem lançamento          | 12 de outubro de 2004   |
| FIFA Street | EA Canada                                         | EA Sports BIG                                                  | 22 de fevereiro de 2005NA    | 11 de março de 2005       | sem lançamento          | 22 de fevereiro de 2005 |
| FIFA Street 2 | EA Canada                                         | EA Sports BIG                                                  | 28 de fevereiro de 2006NA    | 3 de março de 2006        | sem lançamento          | 28 de fevereiro de 2006 |
| Fight Night Round 2 | EA Sports                                         | EA Sports                                                      | 28 de fevereiro de 2005NA    | 18 de março de 2005       | 1 de setembro de 2005   | 28 de fevereiro de 2005 |
| Final Fantasy Crystal Chronicles                                                                                              | Square Enix                                       | Nintendo                                                       | 8 de agosto de 2003JP        | 12 de março de 2004       | 8 de agosto de 2003     | 9 de fevereiro de 2004  |
| Finding Nemo | Traveller's Tales                                 | THQ                                                            | 12 de maio de 2003NA         | 26 de setembro de 2003    | 6 de dezembro de 2003   | 12 de maio de 2003      |
| Fire Blade | Kuju Entertainment                                | Midway Games                                                   | 29 de dezembro de 2002NA     | 6 de fevereiro de 2003    | sem lançamento          | 29 de dezembro de 2002  |
| Fire Emblem: Path of Radiance •Fire Emblem: Souen no KisekiJP                                                                 | Intelligent Systems                               | Nintendo                                                       | 20 de abril de 2005JP        | 4 de novembro de 2005EU   | 20 de abril de 2005     | 17 de outubro de 2005   |
| Flushed Away | Monkey Bar Games                                  | D3 Publisher                                                   | 24 de outubro de 2006NA      | 24 de novembro de 2006    | sem lançamento          | 24 de outubro de 2006   |
| Franklin: A Birthday SurprisePAL                                                                                              | Neko Entertainment                                | The Game Factory                                               | 16 de junho de 2006PAL       | 16 de junho de 2006       | sem lançamento          | sem lançamento          |
| Freaky Flyers | Midway Games                                      | Midway Games                                                   | 8 de agosto de 2003NA        | sem lançamento            | sem lançamento          | 8 de agosto de 2003     |
| Freedom Fighters | IO Interactive                                    | EA Games                                                       | 26 de setembro de 2003PAL    | 26 de setembro de 2003    | sem lançamento          | 1 de outubro de 2003    |
| Freekstyle | Hypnos Entertainment, Page 44 Studios             | EA Sports BIG                                                  | 5 de setembro de 2002NA      | 20 de setembro de 2002    | sem lançamento          | 5 de setembro de 2002   |
| Freestyle MetalX | Deibus Studios                                    | Midway Games                                                   | 12 de setembro de 2003NA     | sem lançamento            | sem lançamento          | 12 de setembro de 2003  |
| Freestyle Street Soccer •Urban Freestyle SoccerPAL                                                                            | Gusto Games                                       | Acclaim Entertainment                                          | 5 de março de 2004PAL        | 5 de março de 2004        | sem lançamento          | 25 de março de 2004     |
| Frogger: Ancient Shadow | Hudson Soft                                       | Konami                                                         | 27 de setembro de 2005NA     | sem lançamento            | sem lançamento          | 27 de setembro de 2005  |
| Frogger Beyond •FroggerJP | Konami Computer Entertainment Hawaii              | Konami                                                         | 6 de dezembro de 2002NA      | 27 de junho de 2003       | 5 de junho de 2003      | 6 de dezembro de 2002   |
| Frogger's Adventures: The Rescue                                                                                              | Konami                                            | Konami                                                         | 31 de outubro de 2003NA      | sem lançamento            | sem lançamento          | 31 de outubro de 2003   |
| From Russia with Love | EA Redwood Shores                                 | Electronic Arts                                                | 15 de novembro de 2005NA     | 18 de novembro de 2005    | sem lançamento          | 15 de novembro de 2005  |
| Future Tactics: The Uprising                                                                                                  | Warthog Games                                     | Crave EntertainmentNA, JoWooD ProductionsPAL                   | 10 de maio de 2004NA         | 22 de outubro de 2004     | sem lançamento          | 10 de maio de 2004      |
| Gakuen Toshi Vara NoirJP | Idea Factory                                      | Idea Factory                                                   | 23 de janeiro de 2004JP      | sem lançamento            | 23 de janeiro de 2004   | sem lançamento          |
| Gauntlet: Dark Legacy | Midway Games                                      | Midway Games                                                   | 6 de março de 2002NA         | 19 de julho de 2002       | sem lançamento          | 6 de março de 2002      |
| Geist | n-Space                                           | Nintendo                                                       | 15 de agosto de 2005NA       | 7 de outubro de 2005      | sem lançamento          | 15 de agosto de 2005    |
| Gekitō Pro YakyūJP | Wow Entertainment                                 | Sega                                                           | 11 de setembro de 2003JP     | sem lançamento            | 11 de setembro de 2003  | sem lançamento          |
| Generation of Chaos ExceedJP                                                                                                  | Idea Factory                                      | Idea Factory                                                   | 6 de fevereiro de 2003JP     | sem lançamento            | 6 de fevereiro de 2003  | sem lançamento          |
| GiFTPiAJP | Skip Ltd.                                         | Nintendo                                                       | 25 de abril de 2003JP        | sem lançamento            | 25 de abril de 2003     | sem lançamento          |
| Gladius | LucasArts                                         | LucasArtsNA, ActivisionPAL                                     | 25 de abril de 2003NA        | 28 de novembro de 2003    | sem lançamento          | 3 de novembro de 2003   |
| Go! Go! Hypergrind | Poponchi                                          | Atlus Co.                                                      | 18 de novembro de 2003NA     | sem lançamento            | sem lançamento          | 18 de novembro de 2003  |
| Goblin Commander: Unleash the Horde                                                                                           | Jaleco Entertainment                              | Jaleco Entertainment                                           | 16 de dezembro de 2003NA     | 16 de julho de 2004       | sem lançamento          | 16 de dezembro de 2003  |
| Godzilla: Destroy All Monsters Melee •Godzilla: Kaijuu DairantouJP                                                            | Pipeworks Software                                | Infogrames                                                     | 8 de outubro de 2002NA       | 15 de novembro de 2002    | 12 de dezembro de 2002  | 8 de outubro de 2002    |
| GoldenEye: Rogue Agent •GoldenEye: Dark AgentJP                                                                               | EA Los Angeles                                    | EA Games                                                       | 22 de novembro de 2004NA     | 3 de dezembro de 2004     | 13 de janeiro de 2005   | 22 de novembro de 2004  |
| Gotcha Force | Capcom                                            | Capcom                                                         | 27 de novembro de 2003JP     | 20 de fevereiro de 2004   | 27 de novembro de 2003  | 3 de dezembro de 2003   |
| The Grim Adventures of Billy & Mandy                                                                                          | High Voltage Software                             | Midway Games                                                   | 25 de setembro de 2006NA     | sem lançamento            | sem lançamento          | 25 de setembro de 2006  |
| Grooverider: Slot Car Thunder                                                                                                 | King of the Jungle                                | Encore Software                                                | 28 de setembro de 2003NA     | sem lançamento            | sem lançamento          | 28 de setembro de 2003  |
| GT CubeJP | MTO                                               | MTO                                                            | 20 de junho de 2003JP        | sem lançamento            | 20 de junho de 2003     | sem lançamento          |
| GUN | Neversoft Entertainment                           | Activision                                                     | 8 de novembro de 2005NA      | 25 de novembro de 2005    | sem lançamento          | 8 de novembro de 2005   |
| Happy Feet | Midway Games                                      | Warner Bros. Interactive Entertainment                         | 14 de novembro de 2006NA     | sem lançamento            | sem lançamento          | 14 de novembro de 2006  |
| Harry Potter and the Chamber of Secrets                                                                                       | Eurocom                                           | EA Games                                                       | 14 de novembro de 2002NA     | 15 de novembro de 2002    | 23 de novembro de 2002  | 14 de novembro de 2002  |
| Harry Potter and the Goblet of Fire                                                                                           | EA UK                                             | Electronic Arts                                                | 8 de novembro de 2005NA      | 11 de novembro de 2005    | 26 de novembro de 2005  | 8 de novembro de 2005   |
| Harry Potter and the Sorcerer's Stone •Harry Potter and the Philosopher's StonePAL                                            | Warthog Games                                     | EA Games                                                       | 9 de dezembro de 2003NA      | 12 de dezembro de 2003    | 11 de dezembro de 2003  | 9 de dezembro de 2003   |
| Harry Potter and the Prisoner of Azkaban                                                                                      | EA UK                                             | EA Games                                                       | 29 de maio de 2004NA         | 2 de junho de 2004        | 26 de junho de 2004     | 29 de maio de 2004      |
| Harry Potter: Quidditch World Cup                                                                                             | Magic Pockets                                     | EA Games                                                       | 28 de outubro de 2003NA      | 7 de novembro de 2003     | 13 de novembro de 2003  | 28 de outubro de 2003   |
| Harvest Moon: A Wonderful Life                                                                                                | Marvelous Entertainment                           | Natsume, Ubisoft, Victor Interactive Software                  | 12 de setembro de 2003JP     | 26 de março de 2004       | 12 de setembro de 2003  | 16 de março de 2004     |
| Harvest Moon: Another Wonderful Life                                                                                          | Marvelous Entertainment                           | Marvelous Entertainment, Natsume                               | 8 de julho de 2004JP         | sem lançamento            | 8 de julho de 2004      | 26 de julho de 2005     |
| Harvest Moon: Magical Melody •Bokujou Monogatari: Shiawase no UtaJP                                                           | Marvelous Entertainment                           | Marvelous Entertainment, Natsume                               | 10 de novembro de 2005JP     | sem lançamento            | 10 de novembro de 2005  | 28 de março de 2006     |
| The Haunted Mansion | High Voltage Software                             | TDK Mediactive                                                 | 14 de outubro de 2003NA      | sem lançamento            | sem lançamento          | 14 de outubro de 2003   |
| Hello Kitty: Roller Rescue | XPEC Entertainment                                | Empire Interactive, Namco                                      | 16 de agosto de 2005NA       | 9 de setembro de 2005     | sem lançamento          | 16 de agosto de 2005    |
| Hikaru no Go 3JP | Konami                                            | Konami                                                         | 20 de março de 2003JP        | sem lançamento            | 20 de março de 2003     | sem lançamento          |
| Hitman 2: Silent Assassin | IO Interactive                                    | Eidos Interactive                                              | 19 de junho de 2003NA        | 27 de junho de 2003       | sem lançamento          | 19 de junho de 2003     |
| The Hobbit | Midway Austin                                     | Sierra Entertainment                                           | 11 de novembro de 2003NA     | 28 de novembro de 2003    | sem lançamento          | 11 de novembro de 2003  |
| Home Run King | Wow Entertainment                                 | Sega                                                           | 18 de março de 2002NA        | sem lançamento            | sem lançamento          | 18 de março de 2002     |
| HomelandJP | Chunsoft                                          | Chunsoft                                                       | 29 de abril de 2005JP        | sem lançamento            | 29 de abril de 2005     | sem lançamento          |
| Hot Wheels Velocity X | Beyond Games                                      | THQ                                                            | 12 de novembro de 2002NA     | 13 de dezembro de 2002    | sem lançamento          | 12 de novembro de 2002  |
| Hot Wheels World Race •Hot Wheels Highway 35 World RacePAL                                                                    | Climax Group                                      | THQ                                                            | 31 de outubro de 2003NA      | 28 de novembro de 2003    | sem lançamento          | 31 de outubro de 2003   |
| Hudson Selection Vol. 1: Lode RunnerJP                                                                                        | Red Entertainment                                 | Hudson Soft                                                    | 10 de julho de 2003JP        | sem lançamento            | 10 de julho de 2003     | sem lançamento          |
| Hudson Selection Vol. 2: Star SoldierJP                                                                                       | Red Entertainment                                 | Hudson Soft                                                    | 10 de julho de 2003JP        | sem lançamento            | 10 de julho de 2003     | sem lançamento          |
| Hudson Selection Vol. 3: Bonk's AdventureJP                                                                                   | Red Entertainment                                 | Hudson Soft                                                    | 18 de dezembro de 2003JP     | sem lançamento            | 18 de dezembro de 2003  | sem lançamento          |
| Hudson Selection Vol. 4: Adventure IslandJP                                                                                   | Red Entertainment                                 | Hudson Soft                                                    | 18 de dezembro de 2003JP     | sem lançamento            | 18 de dezembro de 2003  | sem lançamento          |
| Hulk | Radical Entertainment                             | Vivendi Universal Games                                        | 27 de maio de 2003NA         | 13 de junho de 2003       | sem lançamento          | 27 de maio de 2003      |
| Hunter: The Reckoning | High Voltage Software                             | Interplay Entertainment                                        | 18 de novembro de 2002NA     | 11 de julho de 2003       | sem lançamento          | 18 de novembro de 2002  |
| I-Ninja | Argonaut Games                                    | Namco                                                          | 4 de dezembro de 2003NA      | sem lançamento            | sem lançamento          | 4 de dezembro de 2003   |
| Ice Age 2: The Meltdown | Eurocom Entertainment Software                    | Vivendi Universal Games                                        | 14 de março de 2006NA        | 31 de março de 2006       | sem lançamento          | 14 de março de 2006     |
| Ikaruga | G.rev, Treasure                                   | Infogrames                                                     | 16 de janeiro de 2003JP      | 23 de maio de 2003        | 16 de janeiro de 2003   | 15 de abril de 2003     |
| The Incredible Hulk: Ultimate Destruction                                                                                     | Radical Entertainment                             | Vivendi Universal Games                                        | 23 de agosto de 2005NA       | 9 de setembro de 2005     | sem lançamento          | 23 de agosto de 2005    |
| The Incredibles | Heavy Iron Studios                                | THQ                                                            | 31 de outubro de 2004NA      | 5 de novembro de 2004     | 2 de dezembro de 2005   | 31 de outubro de 2004   |
| The Incredibles: Rise of the Underminer                                                                                       | Heavy Iron Studios                                | THQ                                                            | 1 de novembro de 2005NA      | 25 de novembro de 2005    | 9 de fevereiro de 2006  | 1 de novembro de 2005   |
| Intellivision Lives! | Realtime Associates                               | Crave Entertainment                                            | 4 de novembro de 2004NA      | sem lançamento            | sem lançamento          | 4 de novembro de 2004   |
| International Superstar Soccer 2PAL •Jikkyou World Soccer 2002JP                                                              | Konami                                            | Konami                                                         | 14 de março de 2002JP        | 3 de maio de 2002         | 14 de março de 2002     | sem lançamento          |
| International Superstar Soccer 3PAL                                                                                           | Konami                                            | Konami                                                         | 14 de março de 2003JP        | 30 de maio de 2003        | 14 de março de 2003     | sem lançamento          |
| The Italian Job | Climax Group                                      | Eidos Interactive                                              | 17 de julho de 2003NA        | 12 de setembro de 2003    | sem lançamento          | 17 de julho de 2003     |
| James Bond 007: Everything or Nothing                                                                                         | EA Redwood Shores                                 | EA Games                                                       | 11 de fevereiro de 2004JP    | 27 de fevereiro de 2004   | 11 de fevereiro de 2004 | 17 de fevereiro de 2004 |
| James Bond 007 in... Agent Under Fire                                                                                         | EA Redwood Shores                                 | EA Games                                                       | 13 de março de 2002NA        | 14 de junho de 2002       | sem lançamento          | 13 de março de 2002     |
| James Bond 007: NightFire | Eurocom                                           | EA Games                                                       | 18 de novembro de 2002NA     | 29 de novembro de 2002    | sem lançamento          | 18 de novembro de 2002  |
| Jeremy McGrath Supercross World                                                                                               | Acclaim Studios Salt Lake City                    | Acclaim Max Sports                                             | 27 de fevereiro de 2002NA    | 7 de junho de 2002        | sem lançamento          | 27 de fevereiro de 2002 |
| Jikkyou Powerful Major LeagueJP                                                                                               | Konami                                            | Konami                                                         | 11 de maio de 2006JP         | sem lançamento            | 11 de maio de 2006      | sem lançamento          |
| Jikkyou Powerful Pro Yakyuu 10JP                                                                                              | Konami                                            | Konami                                                         | 17 de julho de 2003JP        | sem lançamento            | 17 de julho de 2003     | sem lançamento          |
| Jikkyou Powerful Pro Yakyuu 10 Chou KetteibanJP                                                                               | Konami                                            | Konami                                                         | 18 de dezembro de 2003JP     | sem lançamento            | 18 de dezembro de 2003  | sem lançamento          |
| Jikkyou Powerful Pro Yakyuu 11JP                                                                                              | Konami                                            | Konami                                                         | 15 de julho de 2004JP        | sem lançamento            | 15 de julho de 2004     | sem lançamento          |
| Jikkyou Powerful Pro Yakyuu 11 Chou KetteibanJP                                                                               | Konami                                            | Konami                                                         | 16 de dezembro de 2004JP     | sem lançamento            | 16 de dezembro de 2004  | sem lançamento          |
| Jikkyou Powerful Pro Yakyuu 12JP                                                                                              | Konami                                            | Konami                                                         | 14 de julho de 2005JP        | sem lançamento            | 14 de julho de 2005     | sem lançamento          |
| Jikkyou Powerful Pro Yakyuu 12 KetteibanJP                                                                                    | Konami                                            | Konami                                                         | 15 de dezembro de 2005JP     | sem lançamento            | 15 de dezembro de 2005  | sem lançamento          |
| Jikkyou Powerful Pro Yakyuu 9JP                                                                                               | Konami                                            | Konami                                                         | 18 de julho de 2002JP        | sem lançamento            | 18 de julho de 2002     | sem lançamento          |
| Jikkyou Powerful Pro Yakyuu 9 KetteibanJP                                                                                     | Konami                                            | Konami                                                         | 19 de dezembro de 2002JP     | sem lançamento            | 19 de dezembro de 2002  | sem lançamento          |
| Jikkyō World Soccer 2002JP | Konami Computer Entertainment Osaka               | Konami                                                         | 14 de março de 2002JP        | sem lançamento            | 14 de março de 2002     | sem lançamento          |
| Jimmy Neutron: Boy Genius | Big Sky Software                                  | THQ                                                            | 17 de dezembro de 2002NA     | 7 de março de 2003        | sem lançamento          | 17 de dezembro de 2002  |
| Judge Dredd: Dredd Vs. Death                                                                                                  | Rebellion Developments                            | BAM! EntertainmentNA Vivendi Universal GamesEU                 | 12 de dezembro de 2003NA     | 1 de março de 2005        | sem lançamento          | 12 de dezembro de 2003  |
| Kao the Kangaroo Round 2 | Tate Interactive                                  | JoWooD ProductionsEU AtariNA                                   | 15 de abril de 2005PAL       | 15 de abril de 2005       | sem lançamento          | 29 de março de 2006     |
| Karaoke Revolution Party | Harmonix Music Systems                            | Konami                                                         | 8 de novembro de 2005NA      | sem lançamento            | sem lançamento          | 8 de novembro de 2005   |
| Kelly Slater's Pro Surfer | Treyarch                                          | Activision 02                                                  | 16 de setembro de 2002NA     | 18 de outubro de 2002     | sem lançamento          | 16 de setembro de 2002  |
| Kidō Senshi Gundam: Gundam vs. Z GundamJP                                                                                     | Bandai                                            | Bandai                                                         | 9 de dezembro de 2004JP      | sem lançamento            | 9 de dezembro de 2004   | sem lançamento          |
| Kidō Senshi Gundam: Senshitachi no KisekiJP                                                                                   | Bandai                                            | Bandai                                                         | 18 de março de 2004JP        | sem lançamento            | 18 de março de 2004     | sem lançamento          |
| Killer7 | Grasshopper Manufacture                           | Capcom                                                         | 9 de junho de 2005JP         | 15 de julho de 2005       | 9 de junho de 2005      | 7 de julho de 2005      |
| King Arthur | Krome Studios                                     | Konami                                                         | 18 de novembro de 2004NA     | 11 de fevereiro de 2005   | sem lançamento          | 18 de novembro de 2004  |
| Kirby Air Ride | HAL Laboratory                                    | Nintendo                                                       | 11 de julho de 2003JP        | 27 de fevereiro de 2004   | 11 de julho de 2003     | 13 de outubro de 2003   |
| Kiwame Mahjong DX2JP | Athena                                            | Athena                                                         | 9 de agosto de 2002JP        | sem lançamento            | 9 de agosto de 2002     | sem lançamento          |
| Knights of the Temple: Infernal CrusadePAL                                                                                    | Starbreeze Studios                                | TDK Mediactive                                                 | 19 de março de 2004PAL       | 19 de março de 2004       | sem lançamento          | sem lançamento          |
| Knockout Kings 2003 | EA Sports                                         | EA Sports                                                      | 9 de outubro de 2002NA       | 20 de dezembro de 2002    | sem lançamento          | 9 de outubro de 2002    |
| Konjiki no Gash Bell!! Yūjō no Tag Battle Full PowerJP                                                                        | Bandai                                            | Bandai                                                         | 5 de agosto de 2004JP        | sem lançamento            | 5 de agosto de 2004     | sem lançamento          |
| Konjiki no Gash Bell!! Go! Go! Mamono Fight!!JP                                                                               | 8ing                                              | Bandai                                                         | 15 de dezembro de 2005JP     | sem lançamento            | 15 de dezembro de 2005  | sem lançamento          |
| Korokke! Ban-Ō no Kiki o SukueJP                                                                                              | Konami                                            | Konami                                                         | 8 de julho de 2004JP         | sem lançamento            | 8 de julho de 2004      | sem lançamento          |
| Kururin Squash!JP | Eighting                                          | Nintendo                                                       | 14 de outubro de 2004JP      | sem lançamento            | 14 de outubro de 2004   | sem lançamento          |
| Largo Winch: Empire Under ThreatPAL                                                                                           | Dupuis                                            | Ubisoft                                                        | 1 de outubro de 2002PAL      | 1 de outubro de 2002      | sem lançamento          | sem lançamento          |
| Legend of GolferJP | SETA Corporation                                  | Nintendo                                                       | 17 de junho de 2004JP        | sem lançamento            | 17 de junho de 2004     | sem lançamento          |
| The Legend of Spyro: A New Beginning                                                                                          | Krome Studios                                     | Vivendi Games                                                  | 10 de outubro de 2006NA      | 27 de outubro de 2006     | sem lançamento          | 10 de outubro de 2006   |
| The Legend of the Quiz Tournament of ChampionsJP                                                                              | Nintendo                                          | Nintendo                                                       | 8 de dezembro de 2005JP      | sem lançamento            | 8 de dezembro de 2005   | sem lançamento          |
| The Legend of Zelda: Collector's Edition                                                                                      | Nintendo                                          | Nintendo                                                       | 14 de novembro de 2003PAL    | 14 de novembro de 2003    | sem lançamento          | 17 de novembro de 2003  |
| The Legend of Zelda: Four Swords Adventures •Zelda no Densetsu: 4tsu no Tsurugi+JP                                            | Nintendo Research & Development 1                 | Nintendo                                                       | 18 de março de 2004JP        | 7 de janeiro de 2005      | 18 de março de 2004     | 7 de junho de 2004      |
| The Legend of Zelda: Ocarina of Time / Master Quest •Zelda no Densetsu: Toki no Ocarina GCJP                                  | Nintendo Entertainment Analysis and Development   | Nintendo                                                       | 28 de novembro de 2002JP     | 3 de maio de 2003         | 28 de novembro de 2002  | 17 de fevereiro de 2003 |
| The Legend of Zelda: Twilight Princess •Zelda no Densetsu: Twilight PrincessJP                                                | Nintendo Entertainment Analysis and Development   | Nintendo                                                       | 2 de dezembro de 2006JP      | 15 de dezembro de 2006EU  | 2 de dezembro de 2006   | 11 de dezembro de 2006  |
| The Legend of Zelda: The Wind Waker •Zelda no Densetsu: Kaze no TakutoJP                                                      | Nintendo Entertainment Analysis and Development   | Nintendo                                                       | 13 de dezembro de 2002JP     | 2 de maio de 2003EU       | 13 de dezembro de 2002  | 24 de março de 2003     |
| Legends of Wrestling | Acclaim Studios Salt Lake City                    | Acclaim Entertainment                                          | 27 de maio de 2002NA         | 7 de junho de 2002        | sem lançamento          | 27 de maio de 2002      |
| Legends of Wrestling II | Acclaim Studios Salt Lake City                    | Acclaim Entertainment                                          | 26 de novembro de 2002NA     | 7 de fevereiro de 2003    | sem lançamento          | 26 de novembro de 2002  |
| Lego Star Wars: The Video Game                                                                                                | Traveller's Tales                                 | Eidos Interactive TT Games Publishing                          | 25 de outubro de 2005NA      | 4 de novembro de 2005     | sem lançamento          | 25 de outubro de 2005   |
| Lego Star Wars II: The Original Trilogy                                                                                       | Traveller's Tales                                 | LucasArts                                                      | 11 de setembro de 2006PAL    | 11 de setembro de 2006    | sem lançamento          | 12 de setembro de 2006  |
| Lemony Snicket's A Series of Unfortunate Events                                                                               | Adrenium Games, Amaze Entertainment               | Activision                                                     | 10 de novembro de 2004NA     | 26 de novembro de 2004    | sem lançamento          | 10 de novembro de 2004  |
| Looney Tunes: Back in Action                                                                                                  | Warthog Games                                     | Electronic Arts                                                | 24 de novembro de 2003NA     | 30 de janeiro de 2004     | sem lançamento          | 24 de novembro de 2003  |
| The Lord of the Rings: The Return of the King •Lord of the Rings: The Return of the KingPAL •Lord of the Rings: Ou no KikanJP | Hypnos Entertainment                              | EA Games                                                       | 5 de novembro de 2003NA      | 14 de novembro de 2003    | 8 de janeiro de 2004    | 5 de novembro de 2003   |
| The Lord of the Rings: The Third Age •Lord of the Rings: Nakatsu Kuni DaisankiJP                                              | EA Games                                          | EA Games                                                       | 2 de novembro de 2004NA      | 5 de novembro de 2004     | 22 de dezembro de 2004  | 2 de novembro de 2004   |
| The Lord of the Rings: The Two Towers •Lord of the Rings: The Two TowersPAL •Lord of the Rings: Futatsu no TouJP              | Stormfront Studios                                | EA Games                                                       | 31 de dezembro de 2002NA     | 14 de março de 2003       | 14 de fevereiro de 2003 | 31 de dezembro de 2002  |
| Lost Kingdoms •RuneJP | FromSoftware                                      | FromSoftware, Activision                                       | 25 de abril de 2002JP        | 9 de agosto de 2002       | 25 de abril de 2002     | 27 de maio de 2002      |
| Lost Kingdoms II •Rune II: Koruten no Kagi no HimitsuJP                                                                       | FromSoftware                                      | FromSoftware, Activision                                       | 21 de maio de 2003NA         | 6 de junho de 2003        | 23 de maio de 2003      | 21 de maio de 2003      |
| Lotus Challenge | Kuju Entertainment                                | Ignition Entertainment                                         | 29 de julho de 2004NA        | sem lançamento            | sem lançamento          | 29 de julho de 2004     |
| Luigi's Mansion | Nintendo EAD                                      | Nintendo                                                       | 14 de setembro de 2001JP     | 3 de maio de 2002EU       | 14 de setembro de 2001  | 18 de novembro de 2001  |
| Lupin Sansei: Umi ni Kieta HihouJP                                                                                            | Asmik Ace Entertainment                           | Asmik Ace Entertainment                                        | 31 de julho de 2003JP        | sem lançamento            | 31 de julho de 2003     | sem lançamento          |
| Madagascar | Toys For Bob                                      | Activision, Bandai JP                                          | 24 de maio de 2005NA         | 30 de junho de 2005       | 11 de agosto de 2005    | 24 de maio de 2005      |
| Madden NFL 2002 | EA Tiburon                                        | EA Sports                                                      | 18 de novembro de 2001NA     | sem lançamento            | sem lançamento          | 18 de novembro de 2001  |
| Madden NFL 2003 | EA Tiburon                                        | EA Sports                                                      | 12 de agosto de 2002NA       | 11 de outubro de 2002     | sem lançamento          | 12 de agosto de 2002    |
| Madden NFL 2004 | EA Tiburon                                        | EA Sports                                                      | 12 de agosto de 2003NA       | 12 de setembro de 2003    | sem lançamento          | 12 de agosto de 2003    |
| Madden NFL 2005 | EA Tiburon                                        | EA Sports                                                      | 9 de agosto de 2004NA        | 17 de setembro de 2004    | sem lançamento          | 9 de agosto de 2004     |
| Madden NFL 06 | EA Tiburon                                        | EA Sports                                                      | 8 de agosto de 2005NA        | 16 de setembro de 2005    | sem lançamento          | 8 de agosto de 2005     |
| Madden NFL 07 | EA Tiburon                                        | EA Sports                                                      | 22 de agosto de 2006NA       | sem lançamento            | sem lançamento          | 22 de agosto de 2006    |
| Madden NFL 08 | EA Tiburon                                        | EA Sports                                                      | 14 de agosto de 2007NA       | sem lançamento            | sem lançamento          | 14 de agosto de 2007    |
| Major League Baseball 2K6 | Kush Games                                        | 2K Sports                                                      | 12 de junho de 2006NA        | sem lançamento            | sem lançamento          | 12 de junho de 2006     |
| Mario Golf: Toadstool Tour | Camelot Software Planning                         | Nintendo                                                       | 29 de julho de 2003NA        | 18 de junho de 2004       | 5 de setembro de 2003   | 29 de julho de 2003     |
| Mario Kart: Double Dash | Nintendo EAD                                      | Nintendo                                                       | 7 de novembro de 2003JP      | 14 de novembro de 2003EU  | 7 de novembro de 2003   | 17 de novembro de 2003  |
| Mario Party 4 | Hudson Soft                                       | Nintendo                                                       | 21 de outubro de 2002NA      | 29 de novembro de 2002    | 8 de novembro de 2002   | 21 de outubro de 2002   |
| Mario Party 5 | Hudson Soft                                       | Nintendo                                                       | 10 de novembro de 2003NA     | 5 de dezembro de 2003     | 28 de novembro de 2003  | 10 de novembro de 2003  |
| Mario Party 6 | Hudson Soft                                       | Nintendo                                                       | 18 de novembro de 2004JP     | 18 de março de 2005       | 18 de novembro de 2004  | 6 de dezembro de 2004   |
| Mario Party 7 | Hudson Soft                                       | Nintendo                                                       | 7 de novembro de 2005NA      | 10 de fevereiro de 2006   | 10 de novembro de 2005  | 7 de novembro de 2005   |
| Mario Power Tennis | Camelot Software Planning                         | Nintendo                                                       | 28 de outubro de 2004JP      | 25 de fevereiro de 2005   | 28 de outubro de 2004   | 8 de novembro de 2004   |
| Mario Superstar Baseball | Namco                                             | Nintendo                                                       | 21 de julho de 2005JP        | 11 de novembro de 2005    | 21 de julho de 2005     | 29 de agosto de 2005    |
| Mark Davis Pro Bass Challenge                                                                                                 | SIMS Co., Ltd.                                    | Natsume                                                        | 20 de setembro de 2005NA     | sem lançamento            | sem lançamento          | 20 de setembro de 2005  |
| Marvel Nemesis: Rise of the Imperfects                                                                                        | EA Canada, Nihilistic Software                    | Electronic Arts                                                | 20 de setembro de 2005NA     | 14 de outubro de 2005     | sem lançamento          | 20 de setembro de 2005  |
| Mary-Kate and Ashley: Sweet 16 – Licensed to Drive                                                                            | n-Space                                           | Club Acclaim                                                   | 14 de fevereiro de 2003NA    | 1 de junho de 2003        | sem lançamento          | 14 de fevereiro de 2003 |
| Mat Hoffman's Pro BMX 2 | Gratuitous Games                                  | Activision                                                     | 8 de outubro de 2002NA       | 6 de dezembro de 2002     | sem lançamento          | 8 de outubro de 2002    |
| MaxPlay Classic Games Volume 1PAL                                                                                             | CodeJunkies                                       | CodeJunkies                                                    | 15 de março de 2004PAL       | 15 de março de 2004       | sem lançamento          | sem lançamento          |
| MC Groovz Dance Craze | Mad Catz                                          | Mad Catz                                                       | 22 de novembro de 2004NA     | 23 de junho de 2005       | sem lançamento          | 22 de novembro de 2004  |
| Medabots Infinity | Victor Interactive Software                       | Natsume, Ubisoft                                               | 28 de novembro de 2003JP     | 24 de setembro de 2004    | 28 de novembro de 2003  | 14 de dezembro de 2003  |
| Medal of Honor: European Assault                                                                                              | EA Los Angeles                                    | EA Games                                                       | 7 de junho de 2005NA         | 17 de junho de 2005       | 11 de agosto de 2005    | 7 de junho de 2005      |
| Medal of Honor: Frontline | EA Los Angeles                                    | EA Games                                                       | 10 de novembro de 2002NA     | 6 de dezembro de 2002     | sem lançamento          | 10 de novembro de 2002  |
| Medal of Honor: Rising Sun | EA Los Angeles                                    | EA Games                                                       | 11 de novembro de 2003NA     | 28 de novembro de 2003    | 4 de dezembro de 2004   | 11 de novembro de 2003  |
| Meet the Robinsons | Avalanche Software                                | Disney Interactive Studios                                     | 27 de março de 2007NA        | sem lançamento            | sem lançamento          | 27 de março de 2007     |
| Mega Man Anniversary Collection                                                                                               | Atomic Planet Entertainment                       | Capcom                                                         | 22 de junho de 2004NA        | sem lançamento            | sem lançamento          | 22 de junho de 2004     |
| Mega Man Network Transmission                                                                                                 | Arika                                             | Capcom                                                         | 6 de março de 2003JP         | 26 de junho de 2003       | 6 de março de 2003      | 17 de junho de 2003     |
| Mega Man X Collection | Capcom                                            | Capcom                                                         | 10 de janeiro de 2006NA      | sem lançamento            | sem lançamento          | 10 de janeiro de 2006   |
| Mega Man X: Command Mission                                                                                                   | Capcom                                            | Capcom                                                         | 29 de julho de 2004JP        | 19 de novembro de 2004    | 29 de julho de 2004     | 21 de setembro de 2004  |
| Men in Black II: Alien Escape                                                                                                 | Krome Studios Melbourne                           | Infogrames                                                     | 7 de fevereiro de 2003PAL    | 7 de fevereiro de 2003    | sem lançamento          | 27 de fevereiro de 2003 |
| Mercedes-Benz World RacingPAL                                                                                                 | Synetic                                           | TDK Mediactive                                                 | 8 de abril de 2004PAL        | 8 de abril de 2004        | sem lançamento          | sem lançamento          |
| Metal Arms: Glitch in the System                                                                                              | Swingin' Ape Studios                              | Sierra Entertainment                                           | 18 de novembro de 2003NA     | 5 de dezembro de 2003     | sem lançamento          | 18 de novembro de 2003  |
| Metal Gear Solid: The Twin Snakes                                                                                             | Konami, Silicon Knights                           | Konami                                                         | 9 de março de 2004NA         | 26 de março de 2004       | 11 de março de 2004     | 9 de março de 2004      |
| Metal Gear Solid: The Twin Snakes Special DiscJP                                                                              | Konami, Silicon Knights                           | Konami                                                         | 11 de março de 2004JP        | sem lançamento            | 11 de março de 2004     | sem lançamento          |
| Metroid Prime | Retro Studios                                     | Nintendo                                                       | 17 de novembro de 2002NA     | 21 de março de 2003       | 28 de fevereiro de 2003 | 17 de novembro de 2002  |
| Metroid Prime 2: Echoes | Retro Studios                                     | Nintendo                                                       | 15 de novembro de 2004NA     | 26 de novembro de 2004    | 26 de maio de 2005      | 15 de novembro de 2004  |
| Metroid Prime 2: Echoes Bonus Disc                                                                                            | Retro Studios                                     | Nintendo                                                       | 15 de novembro de 2004NA     | sem lançamento            | sem lançamento          | 15 de novembro de 2004  |
| Micro MachinesPAL | Infogrames Sheffield House                        | Infogrames                                                     | 17 de janeiro de 2003PAL     | 17 de janeiro de 2003     | sem lançamento          | sem lançamento          |
| Midway Arcade Treasures | Backbone Entertainment                            | Midway Games                                                   | 18 de dezembro de 2003NA     | sem lançamento            | sem lançamento          | 18 de dezembro de 2003  |
| Midway Arcade Treasures 2 | Backbone Entertainment                            | Midway Games                                                   | 11 de outubro de 2004NA      | sem lançamento            | sem lançamento          | 11 de outubro de 2004   |
| Midway Arcade Treasures 3 | Midway Games                                      | Midway Games                                                   | 26 de outubro de 2005NA      | sem lançamento            | sem lançamento          | 26 de outubro de 2005   |
| Minority Report: Everybody Runs                                                                                               | Treyarch                                          | Activision                                                     | 19 de novembro de 2002NA     | 6 de dezembro de 2002     | sem lançamento          | 19 de novembro de 2002  |
| Mission: Impossible - Operation Surma                                                                                         | Paradigm Entertainment                            | Atari                                                          | 23 de março de 2004NA        | 2 de abril de 2004        | 25 de março de 2004     | 23 de março de 2004     |
| MLB Slugfest 20-03 | Gratuitous Games                                  | Midway Games                                                   | 3 de setembro de 2002NA      | sem lançamento            | sem lançamento          | 3 de setembro de 2002   |
| MLB Slugfest 20-04 | Gratuitous Games                                  | Midway Games                                                   | 16 de março de 2003NA        | sem lançamento            | sem lançamento          | 16 de março de 2003     |
| Momotarō Dentetsu 11: Black Bombee Shutsugen! No MakiJP                                                                       | Hudson Soft                                       | Hudson Soft                                                    | 5 de dezembro de 2002JP      | sem lançamento            | 5 de dezembro de 2002   | sem lançamento          |
| Momotarō Dentetsu 12: Nishinihon Hen mo ari Masse!JP                                                                          | Hudson Soft                                       | Hudson Soft                                                    | 11 de dezembro de 2003JP     | sem lançamento            | 11 de dezembro de 2003  | sem lançamento          |
| Monopoly Party | Runecraft                                         | Infogrames Tomy (JP)                                           | 20 de novembro de 2002NA     | 27 de fevereiro de 2003   | 31 de julho de 2003     | 20 de novembro de 2002  |
| Monster 4x4: Masters of Metal                                                                                                 | Ubi Soft Barcelona                                | Ubi Soft Entertainment                                         | 10 de dezembro de 2003NA     | sem lançamento            | sem lançamento          | 10 de dezembro de 2003  |
| Monster House | Artificial Mind and Movement                      | THQ                                                            | 18 de julho de 2006NA        | 4 de agosto de 2006       | sem lançamento          | 18 de julho de 2006     |
| Monster Jam: Maximum Destruction                                                                                              | Inland Productions                                | Ubi Soft Entertainment                                         | 6 de dezembro de 2002PAL     | 6 de dezembro de 2002     | sem lançamento          | 29 de dezembro de 2002  |
| Monsters, Inc. Scream Arena                                                                                                   | Radical Entertainment                             | THQ                                                            | 14 de setembro de 2002NA     | 11 de abril de 2003       | sem lançamento          | 14 de setembro de 2002  |
| Mortal Kombat: Deadly Alliance                                                                                                | Midway Games                                      | Midway Games                                                   | 17 de novembro de 2002NA     | 14 de fevereiro de 2003   | sem lançamento          | 17 de novembro de 2002  |
| Mortal Kombat: Deception | Midway Games                                      | Midway Games                                                   | 1 de março de 2005NA         | sem lançamento            | sem lançamento          | 1 de março de 2005      |
| Mr. Driller: Drill LandJP | Namco                                             | Namco                                                          | 1 de setembro de 2003JP      | sem lançamento            | 1 de setembro de 2003   | sem lançamento          |
| Muppets Party Cruise | Mass Media                                        | TDK Mediactive                                                 | 11 de novembro de 2003NA     | sem lançamento            | sem lançamento          | 11 de novembro de 2003  |
| Muscle Champion: Kinnikujima no KessenJP                                                                                      | Konami                                            | Konami                                                         | 21 de novembro de 2002JP     | sem lançamento            | 21 de novembro de 2002  | sem lançamento          |
| Mutsu TonohohonJP | Takara Tomy                                       | Takara Tomy                                                    | 19 de julho de 2002JP        | sem lançamento            | 19 de julho de 2002     | sem lançamento          |
| MVP Baseball 2004 | EA Canada                                         | EA Sports                                                      | 9 de março de 2004NA         | sem lançamento            | sem lançamento          | 9 de março de 2004      |
| MVP Baseball 2005 | EA Canada                                         | EA Sports                                                      | 22 de fevereiro de 2005NA    | sem lançamento            | sem lançamento          | 22 de fevereiro de 2005 |
| MX Superfly | Locomotive Games                                  | THQ                                                            | 25 de junho de 2002NA        | 4 de outubro de 2002      | sem lançamento          | 25 de junho de 2002     |
| Mystic Heroes | Koei                                              | Koei                                                           | 29 de março de 2002JP        | 13 de dezembro de 2002    | 29 de março de 2002     | 30 de setembro de 2002  |
| Namco Museum | Mass Media                                        | Namco                                                          | 9 de outubro de 2002NA       | sem lançamento            | sem lançamento          | 9 de outubro de 2002    |
| Namco Museum 50th Anniversary                                                                                                 | Backbone Entertainment                            | Namco Electronic ArtsEU                                        | 30 de agosto de 2005NA       | 5 de maio de 2006         | sem lançamento          | 30 de agosto de 2005    |
| Naruto: Clash of Ninja •Naruto: Gekitō Ninja Taisen!JP                                                                        | Eighting                                          | D3 Publisher, Tomy                                             | 19 de dezembro de 2002JP     | sem lançamento            | 19 de dezembro de 2002  | 17 de novembro de 2005  |
| Naruto: Clash of Ninja 2 •Naruto: Clash of NinjaPAL •Naruto: Gekitō Ninja Taisen! 2JP                                         | Eighting                                          | D3 Publisher, Tomy                                             | 4 de dezembro de 2003JP      | 24 de novembro de 2006    | 4 de dezembro de 2003   | 26 de setembro de 2006  |
| Naruto: Gekitō Ninja Taisen! 3JP                                                                                              | Eighting                                          | Tomy                                                           | 20 de novembro de 2004JP     | sem lançamento            | 20 de novembro de 2004  | sem lançamento          |
| Naruto: Gekitō Ninja Taisen! 4JP                                                                                              | Eighting                                          | Tomy                                                           | 21 de novembro de 2005JP     | sem lançamento            | 21 de novembro de 2005  | sem lançamento          |
| NASCAR 2005: Chase for the Cup                                                                                                | EA Tiburon                                        | EA Sports                                                      | 4 de setembro de 2004NA      | sem lançamento            | sem lançamento          | 4 de setembro de 2004   |
| NASCAR Thunder 2003 | EA Sports                                         | EA Sports                                                      | 19 de setembro de 2002NA     | sem lançamento            | sem lançamento          | 19 de setembro de 2002  |
| NASCAR: Dirt to Daytona | Monster Games                                     | Infogrames                                                     | 27 de novembro de 2002NA     | sem lançamento            | sem lançamento          | 27 de novembro de 2002  |
| NBA 2K2 | Visual Concepts                                   | Sega                                                           | 20 de março de 2002NA        | sem lançamento            | sem lançamento          | 20 de março de 2002     |
| NBA 2K3 | Visual Concepts                                   | Sega                                                           | 7 de outubro de 2002NA       | 28 de março de 2003       | sem lançamento          | 7 de outubro de 2002    |
| NBA Courtside 2002 | Left Field Productions                            | Nintendo                                                       | 13 de janeiro de 2002NA      | 24 de maio de 2002        | 29 de março de 2002     | 13 de janeiro de 2002   |
| NBA Live 2003 | EA Canada                                         | EA Sports                                                      | 8 de outubro de 2002NA       | 6 de dezembro de 2002     | sem lançamento          | 8 de outubro de 2002    |
| NBA Live 2004 | EA Canada                                         | EA Sports                                                      | 15 de outubro de 2003NA      | 7 de novembro de 2003     | sem lançamento          | 15 de outubro de 2003   |
| NBA Live 2005 | EA Canada                                         | EA Sports                                                      | 28 de setembro de 2004NA     | 29 de outubro de 2004     | sem lançamento          | 28 de setembro de 2004  |
| NBA Live 06 | EA Canada                                         | EA Sports                                                      | 26 de setembro de 2005NA     | 7 de outubro de 2005      | sem lançamento          | 26 de setembro de 2005  |
| NBA Street | EA Canada                                         | EA Sports BIG                                                  | 17 de fevereiro de 2002NA    | sem lançamento            | 22 de março de 2002     | 17 de fevereiro de 2002 |
| NBA Street Vol. 2 | EA Canada                                         | EA Sports BIG                                                  | 28 de abril de 2003NA        | 2 de maio de 2003         | sem lançamento          | 28 de abril de 2003     |
| NBA Street V3 | EA Canada                                         | EA Sports BIG                                                  | 8 de fevereiro de 2005NA     | 18 de fevereiro de 2005   | 26 de maio de 2005      | 8 de fevereiro de 2005  |
| NCAA College Basketball 2K3                                                                                                   | Kush Games                                        | Sega                                                           | 2 de dezembro de 2002NA      | sem lançamento            | sem lançamento          | 2 de dezembro de 2002   |
| NCAA College Football 2K3 | Visual Concepts                                   | Sega                                                           | 9 de setembro de 2002NA      | sem lançamento            | sem lançamento          | 9 de setembro de 2002   |
| NCAA Football 2003 | EA Sports                                         | EA Sports                                                      | 20 de julho de 2002NA        | sem lançamento            | sem lançamento          | 20 de julho de 2002     |
| NCAA Football 2004 | EA Sports                                         | EA Sports                                                      | 16 de julho de 2003NA        | sem lançamento            | sem lançamento          | 16 de julho de 2003     |
| NCAA Football 2005 | EA Sports                                         | EA Sports                                                      | 15 de julho de 2004NA        | sem lançamento            | sem lançamento          | 15 de julho de 2004     |
| Need for Speed: Carbon | EA Canada                                         | Electronic Arts                                                | 31 de outubro de 2006NA      | 3 de novembro de 2006     | sem lançamento          | 31 de outubro de 2006   |
| Need for Speed: Hot Pursuit 2                                                                                                 | EA Canada                                         | EA Games                                                       | 30 de setembro de 2002NA     | 25 de outubro de 2002     | sem lançamento          | 30 de setembro de 2002  |
| Need for Speed: Most Wanted                                                                                                   | EA Canada                                         | Electronic Arts                                                | 15 de novembro de 2005NA     | 25 de novembro de 2005    | 22 de dezembro de 2005  | 15 de novembro de 2005  |
| Need for Speed: Underground                                                                                                   | EA Canada                                         | EA Games                                                       | 17 de novembro de 2003NA     | 21 de novembro de 2003    | 25 de dezembro de 2003  | 17 de novembro de 2003  |
| Need for Speed: Underground 2                                                                                                 | EA Canada                                         | EA Games                                                       | 15 de novembro de 2004NA     | 19 de novembro de 2004    | 22 de dezembro de 2004  | 15 de novembro de 2004  |
| Neighbours from HellPAL | JoWooD Vienna                                     | JoWooD Productions                                             | 4 de março de 2005PAL        | 4 de março de 2005        | sem lançamento          | sem lançamento          |
| NFL 2K3 | Visual Concepts                                   | Sega                                                           | 21 de agosto de 2002NA       | 28 de março de 2003       | sem lançamento          | 21 de agosto de 2002    |
| NFL Blitz 20-02 | Point of View, Inc.                               | Midway Games                                                   | 18 de março de 2002NA        | sem lançamento            | sem lançamento          | 18 de março de 2002     |
| NFL Blitz 20-03 | Point of View, Inc.                               | Midway Games                                                   | 12 de agosto de 2002NA       | sem lançamento            | sem lançamento          | 12 de agosto de 2002    |
| NFL Blitz Pro | Midway Games                                      | Midway Games                                                   | 2 de dezembro de 2003NA      | sem lançamento            | sem lançamento          | 2 de dezembro de 2003   |
| NFL Quarterback Club 2002 | Acclaim Studios Austin                            | Acclaim Sports                                                 | 14 de dezembro de 2001NA     | sem lançamento            | sem lançamento          | 14 de dezembro de 2001  |
| NFL Street | EA Tiburon                                        | EA Sports                                                      | 14 de janeiro de 2004NA      | 30 de janeiro de 2004     | sem lançamento          | 14 de janeiro de 2004   |
| NFL Street 2 | EA Tiburon                                        | EA Sports                                                      | 22 de dezembro de 2004NA     | 28 de janeiro de 2005     | sem lançamento          | 22 de dezembro de 2004  |
| NHL 2003 | EA Sports                                         | EA Sports                                                      | 30 de setembro de 2002NA     | 25 de outubro de 2002     | sem lançamento          | 30 de setembro de 2002  |
| NHL 2004 | EA Sports                                         | EA Sports                                                      | 22 de setembro de 2003NA     | 10 de outubro de 2003     | sem lançamento          | 22 de setembro de 2003  |
| NHL 2005 | EA Sports                                         | EA Sports                                                      | 20 de setembro de 2004NA     | 8 de outubro de 2004      | sem lançamento          | 20 de setembro de 2004  |
| NHL 06 | EA Sports                                         | EA Sports                                                      | 6 de setembro de 2005NA      | 23 de setembro de 2005    | sem lançamento          | 6 de setembro de 2005   |
| NHL 2K3 | Treyarch                                          | Sega                                                           | 11 de dezembro de 2002NA     | 28 de março de 2003       | sem lançamento          | 11 de dezembro de 2002  |
| NHL Hitz 20-02 | Black Box Games                                   | Midway Games                                                   | 18 de novembro de 2001NA     | 3 de maio de 2002         | sem lançamento          | 18 de novembro de 2001  |
| NHL Hitz 20-03 | Midway Games                                      | Midway Games                                                   | 16 de setembro de 2002NA     | 1 de novembro de 2002     | sem lançamento          | 16 de setembro de 2002  |
| NHL Hitz Pro | Next Level Games                                  | Midway Games                                                   | 25 de setembro de 2003NA     | sem lançamento            | sem lançamento          | 25 de setembro de 2003  |
| Nickelodeon Party Blast | Data Design Interactive                           | Infogrames                                                     | 6 de dezembro de 2002NA,PAL  | 6 de dezembro de 2002     | sem lançamento          | 6 de dezembro de 2002   |
| Nicktoons: Battle for Volcano Island                                                                                          | Blue Tongue Entertainment                         | THQ                                                            | 24 de outubro de 2006NA      | sem lançamento            | sem lançamento          | 24 de outubro de 2006   |
| Nicktoons Unite! •SpongeBob SquarePants & Friends: Unite!PAL                                                                  | Blue Tongue Entertainment                         | THQ                                                            | 27 de outubro de 2005NA      | 3 de março de 2006        | sem lançamento          | 27 de outubro de 2005   |
| Nintendo GameCube Preview Disc                                                                                                | Nintendo                                          | Nintendo                                                       | 30 de maio de 2003NA         | sem lançamento            | sem lançamento          | 30 de maio de 2003      |
| Nintendo Puzzle CollectionJP                                                                                                  | Intelligent Systems, Nintendo Software Technology | Nintendo                                                       | 7 de fevereiro de 2003JP     | sem lançamento            | 7 de fevereiro de 2003  | sem lançamento          |
| Odama •Yoot Saito's Odama | Vivarium                                          | Nintendo                                                       | 31 de março de 2006PAL       | 31 de março de 2006       | 13 de abril de 2006     | 10 de abril de 2006     |
| Ohenro-SanJP | Panasonic Corporation                             | Panasonic Corporation                                          | 24 de abril de 2003JP        | sem lançamento            | 24 de abril de 2003     | sem lançamento          |
| One Piece: Grand Adventure | Ganbarion                                         | Namco Bandai Games                                             | 29 de agosto de 2006NA       | sem lançamento            | sem lançamento          | 29 de agosto de 2006    |
| One Piece: Grand Battle! 3JP                                                                                                  | Ganbarion                                         | Bandai                                                         | 11 de dezembro de 2003JP     | sem lançamento            | 11 de dezembro de 2003  | sem lançamento          |
| One Piece: Grand Battle! Rush                                                                                                 | Ganbarion                                         | Bandai                                                         | 17 de março de 2005JP        | sem lançamento            | 17 de março de 2005     | 7 de setembro de 2005   |
| One Piece: Pirates' Carnival                                                                                                  | Bandai                                            | Bandai, Namco Bandai Games                                     | 23 de novembro de 2005JP     | sem lançamento            | 23 de novembro de 2005  | 12 de setembro de 2006  |
| One Piece: Treasure Battle!JP                                                                                                 | Bandai                                            | Bandai                                                         | 1 de novembro de 2002JP      | sem lançamento            | 1 de novembro de 2002   | sem lançamento          |
| Open Season | Ubisoft Montreal                                  | Ubisoft                                                        | 19 de setembro de 2006NA     | 6 de outubro de 2006      | sem lançamento          | 19 de setembro de 2006  |
| Outlaw Golf | Hypnotix                                          | Simon & Schuster, TDK Mediactive                               | 29 de outubro de 2002NA      | 24 de junho de 2003       | sem lançamento          | 29 de outubro de 2002   |
| Over the Hedge | Edge of Reality                                   | Activision                                                     | 9 de maio de 2006NA          | 23 de junho de 2006       | sem lançamento          | 9 de maio de 2006       |
| P.N.03 | Capcom                                            | Capcom                                                         | 27 de março de 2003JP        | 29 de agosto de 2003      | 27 de março de 2003     | 9 de setembro de 2003   |
| Pac-Man Fever | Mass Media                                        | Namco                                                          | 3 de setembro de 2002NA      | sem lançamento            | sem lançamento          | 3 de setembro de 2002   |
| Pac-Man Vs. | Nintendo EAD                                      | Namco                                                          | 2 de dezembro de 2003NA      | 26 de março de 2004       | sem lançamento          | 2 de dezembro de 2003   |
| Pac-Man World 2 | Namco                                             | Namco                                                          | 19 de março de 2002NA        | 21 de março de 2003       | sem lançamento          | 19 de março de 2002     |
| Pac-Man World 3 | Blitz Games                                       | Namco Electronic ArtsEU                                        | 17 de novembro de 2005NA     | 23 de junho de 2006       | sem lançamento          | 17 de novembro de 2005  |
| Pac-Man World Rally | Smart Bomb Interactive                            | Namco Bandai Games                                             | 22 de agosto de 2006NA       | sem lançamento            | sem lançamento          | 22 de agosto de 2006    |
| Paper Mario: The Thousand-Year Door                                                                                           | Intelligent Systems                               | Nintendo                                                       | 22 de julho de 2004JP        | 12 de novembro de 2004    | 22 de julho de 2004     | 11 de outubro de 2004   |
| Peter Jackson's King Kong: The Official Game of the Movie                                                                     | Ubisoft                                           | Ubisoft                                                        | 17 de novembro de 2005PAL    | 17 de novembro de 2005    | sem lançamento          | 21 de novembro de 2005  |
| Phantasy Star Online Episode I & II                                                                                           | Sonic Team                                        | Sega                                                           | 12 de setembro de 2002JP     | 7 de março de 2003        | 12 de setembro de 2002  | 29 de outubro de 2002   |
| Phantasy Star Online Episode I & II Plus                                                                                      | Sonic Team                                        | Sega                                                           | 27 de novembro de 2003JP     | sem lançamento            | 27 de novembro de 2003  | 15 de setembro de 2004  |
| Phantasy Star Online Episode III: C.A.R.D. Revolution                                                                         | Sonic Team                                        | Sega                                                           | 27 de novembro de 2003JP     | 11 de junho de 2004       | 27 de novembro de 2003  | 2 de março de 2004      |
| Piglet's Big Game | Doki Denki Studio                                 | Gotham Games                                                   | 19 de março de 2003NA        | 2 de julho de 2003        | sem lançamento          | 19 de março de 2003     |
| Pikmin | Nintendo Entertainment Analysis and Development   | Nintendo                                                       | 26 de outubro de 2001JP      | 14 de junho de 2002       | 26 de outubro de 2001   | 3 de dezembro de 2001   |
| Pikmin 2 | Nintendo Entertainment Analysis and Development   | Nintendo                                                       | 29 de abril de 2004JP        | 8 de outubro de 2004EU    | 29 de abril de 2004     | 30 de agosto de 2004    |
| Pinball Hall of Fame: The Gottlieb Collection                                                                                 | FarSight Studios                                  | Crave Entertainment                                            | 20 de março de 2005NA        | sem lançamento            | sem lançamento          | 20 de março de 2005     |
| Pitfall: The Lost Expedition                                                                                                  | Edge of Reality                                   | Activision                                                     | 18 de fevereiro de 2004NA    | 20 de fevereiro de 2004   | sem lançamento          | 18 de fevereiro de 2004 |
| Pokémon Box: Ruby and Sapphire                                                                                                | Nintendo                                          | Nintendo                                                       | 30 de maio de 2003JP         | 14 de maio de 2004        | 30 de maio de 2003      | 12 de julho de 2004     |
| Pokémon Channel | Ambrella                                          | Nintendo                                                       | 18 de julho de 2003JP        | 2 de abril de 2004        | 18 de julho de 2003     | 1 de dezembro de 2003   |
| Pokémon Colosseum | Genius Sonority                                   | Nintendo                                                       | 21 de novembro de 2003JP     | 14 de maio de 2004        | 21 de novembro de 2003  | 22 de março de 2004     |
| Pokémon Colosseum Bonus Disc                                                                                                  | Genius Sonority                                   | Nintendo                                                       | 21 de novembro de 2003JP     | 14 de maio de 2004        | 21 de novembro de 2003  | 22 de março de 2004     |
| Pokémon XD: Gale of Darkness                                                                                                  | Genius Sonority                                   | Nintendo                                                       | 5 de agosto de 2005JP        | 18 de novembro de 2005    | 5 de agosto de 2005     | 28 de setembro de 2005  |
| The Polar Express | Blue Tongue Entertainment                         | THQ                                                            | 2 de novembro de 2004NA      | 22 de novembro de 2004    | sem lançamento          | 2 de novembro de 2004   |
| Pool EdgeJP | Nd Cube                                           | Media Kite                                                     | 25 de outubro de 2002JP      | sem lançamento            | 25 de outubro de 2002   | sem lançamento          |
| Pool Paradise | Ignition Entertainment                            | Ignition Entertainment                                         | 15 de março de 2004PAL       | 15 de março de 2004       | sem lançamento          | 30 de junho de 2004     |
| Power Rangers: Dino Thunder                                                                                                   | Locomotive Games                                  | THQ                                                            | 14 de setembro de 2004NA     | 26 de novembro de 2004    | sem lançamento          | 14 de setembro de 2004  |
| The Powerpuff Girls: Relish Rampage                                                                                           | VIS Entertainment                                 | BAM! Entertainment                                             | 15 de dezembro de 2002NA     | 6 de fevereiro de 2004    | sem lançamento          | 15 de dezembro de 2002  |
| Prince of Persia: The Sands of Time                                                                                           | Ubisoft Montreal                                  | Ubisoft                                                        | 18 de novembro de 2003NA     | 20 de fevereiro de 2004   | sem lançamento          | 18 de novembro de 2003  |
| Prince of Persia: The Two Thrones                                                                                             | Ubisoft Montreal                                  | Ubisoft                                                        | 1 de dezembro de 2005NA      | 9 de dezembro de 2005     | sem lançamento          | 1 de dezembro de 2005   |
| Prince of Persia: Warrior Within                                                                                              | Ubisoft Montreal                                  | Ubisoft                                                        | 30 de novembro de 2004NA     | 3 de dezembro de 2004     | sem lançamento          | 30 de novembro de 2004  |
| Pro Rally | Ubi Soft Barcelona                                | Ubi Soft Entertainment                                         | 4 de outubro de 2002PAL      | 4 de outubro de 2002      | sem lançamento          | 11 de novembro de 2002  |
| Puyo Pop Fever | Sonic Team                                        | Sega                                                           | 27 de fevereiro de 2004PAL   | 27 de fevereiro de 2004   | 24 de março de 2004     | 20 de julho de 2004     |
| R: Racing Evolution •R: RacingPAL                                                                                             | Namco                                             | Namco Electronic ArtsEU                                        | 27 de novembro de 2003JP     | 2 de abril de 2004        | 27 de novembro de 2003  | 9 de dezembro de 2003   |
| Radirgy GeneriCJP | Milestone                                         | Milestone                                                      | 25 de maio de 2006JP         | sem lançamento            | 25 de maio de 2006      | sem lançamento          |
| Rally Championship | Warthog Games                                     | Encore Software, Eidos Interactive                             | 7 de fevereiro de 2003PAL    | 7 de fevereiro de 2003    | sem lançamento          | 30 de julho de 2003     |
| Rampage: Total Destruction | Pipeworks Software                                | Midway Games                                                   | 24 de abril de 2006NA        | sem lançamento            | sem lançamento          | 24 de abril de 2006     |
| Ratatouille | Heavy Iron Studios                                | THQ                                                            | 26 de junho de 2007NA        | 3 de agosto de 2007       | sem lançamento          | 26 de junho de 2007     |
| Rave Master | Konami                                            | Konami                                                         | 20 de março de 2002JP        | sem lançamento            | 20 de março de 2002     | 8 de março de 2005      |
| Rayman 3: Hoodlum Havoc | Ubi Soft Montpellier                              | Ubi Soft Entertainment                                         | 21 de fevereiro de 2003PAL   | 21 de fevereiro de 2003   | 22 de outubro de 2004   | 2 de março de 2003      |
| Rayman Arena | Ubi Soft Montpellier                              | Ubi Soft Entertainment                                         | 24 de setembro de 2002NA     | sem lançamento            | sem lançamento          | 24 de setembro de 2002  |
| Red Faction II | THQ, Volition                                     | THQ                                                            | 31 de março de 2003NA        | 6 de junho de 2003        | sem lançamento          | 31 de março de 2003     |
| RedCard 20-03 | Point of View, Inc.                               | Midway Games                                                   | 24 de junho de 2002NA        | 5 de julho de 2002        | sem lançamento          | 24 de junho de 2002     |
| Rei Fighter Gekitsui SenkiJP                                                                                                  | Global A Entertainment                            | Global A Entertainment                                         | 6 de março de 2003JP         | sem lançamento            | 6 de março de 2003      | sem lançamento          |
| Reign of Fire | Kuju Entertainment                                | BAM! Entertainment                                             | 26 de novembro de 2002NA     | 29 de novembro de 2002    | sem lançamento          | 26 de novembro de 2002  |
| Resident Evil | Capcom                                            | Capcom                                                         | 22 de março de 2002JP        | 13 de setembro de 2002    | 22 de março de 2002     | 30 de abril de 2002     |
| Resident Evil 2 | Capcom                                            | Capcom                                                         | 16 de janeiro de 2003NA      | 30 de maio de 2003        | 23 de janeiro de 2003   | 16 de janeiro de 2003   |
| Resident Evil 3: Nemesis | Capcom                                            | Capcom                                                         | 15 de janeiro de 2003NA      | 30 de maio de 2003        | 23 de janeiro de 2003   | 15 de janeiro de 2003   |
| Resident Evil 4 | Capcom                                            | Capcom                                                         | 11 de janeiro de 2005NA      | 18 de março de 2005       | 27 de janeiro de 2005   | 11 de janeiro de 2005   |
| Resident Evil Code: Veronica X                                                                                                | Capcom                                            | Capcom                                                         | 7 de agosto de 2003JP        | 12 de março de 2004       | 7 de agosto de 2003     | 3 de dezembro de 2003   |
| Resident Evil Zero | Capcom                                            | Capcom                                                         | 10 de novembro de 2002NA     | 7 de março de 2003        | 21 de novembro de 2002  | 10 de novembro de 2002  |
| Ribbit King •Kero Kero King DXJP                                                                                              | Infinity, Jamsworks                               | Bandai                                                         | 11 de julho de 2003JP        | 3 de setembro de 2004     | 11 de julho de 2003     | 8 de junho de 2004      |
| Road Trip: The Arcade Edition •Gadget RacersPAL •Choro Q!JP                                                                   | Hudson Soft                                       | Takara, Conspiracy Entertainment, Zoo Digital Publishing       | 19 de dezembro de 2002JP     | 5 de dezembro de 2003     | 19 de dezembro de 2002  | 15 de maio de 2004      |
| RoadKill | Midway Games                                      | Midway Games                                                   | 1 de outubro de 2003PAL      | sem lançamento            | sem lançamento          | 30 de outubro de 2003   |
| RoboCopJP | Titus Interactive Studio                          | Titus Software                                                 | 4 de março de 2004JP         | sem lançamento            | 4 de março de 2004      | sem lançamento          |
| Robotech: Battlecry | Vicious Cycle Software                            | TDK Mediactive                                                 | 11 de outubro de 2002NA      | 21 de março de 2003       | sem lançamento          | 11 de outubro de 2002   |
| Robots | Eurocom                                           | Vivendi Universal Games                                        | 24 de fevereiro de 2005NA    | 11 de março de 2005       | 28 de julho de 2005     | 24 de fevereiro de 2005 |
| Rocket Power: Beach Bandits                                                                                                   | Evolution Games                                   | THQ                                                            | 24 de setembro de 2002NA     | 25 de outubro de 2002     | sem lançamento          | 24 de setembro de 2002  |
| Rocky | Rage Software                                     | Rage Software Ubi Soft Entertainment                           | 17 de novembro de 2002NA     | 22 de novembro de 2002    | sem lançamento          | 17 de novembro de 2002  |
| Rogue Ops | Bits Studios                                      | Kemco                                                          | 29 de outubro de 2003NA      | 6 de fevereiro de 2004    | 26 de fevereiro de 2004 | 29 de outubro de 2003   |
| Rugrats: Royal Ransom | Avalanche Software                                | THQ                                                            | 27 de novembro de 2002NA     | 11 de abril de 2003       | sem lançamento          | 27 de novembro de 2002  |
| Samurai Jack: The Shadow of Aku                                                                                               | Adrenium Games                                    | Sega                                                           | 24 de março de 2004NA        | 6 de agosto de 2004       | sem lançamento          | 24 de março de 2004     |
| Scaler | Artificial Mind and Movement                      | Global Star Software, Take-Two Interactive                     | 17 de novembro de 2004NA     | sem lançamento            | sem lançamento          | 17 de novembro de 2004  |
| Scooby Doo: Mystery Mayhem | Artificial Mind and Movement                      | THQ                                                            | 2 de março de 2004NA         | 26 de março de 2004       | sem lançamento          | 2 de março de 2004      |
| Scooby-Doo! Night of 100 Frights                                                                                              | Heavy Iron Studios                                | THQ                                                            | 16 de setembro de 2002NA     | 22 de novembro de 2002    | sem lançamento          | 16 de setembro de 2002  |
| Scooby-Doo! Unmasked | Artificial Mind and Movement                      | THQ                                                            | 12 de setembro de 2005NA     | 23 de setembro de 2005    | sem lançamento          | 12 de setembro de 2005  |
| The Scorpion King: Rise of the Akkadian                                                                                       | Point of View, Inc.                               | Vivendi Universal Games                                        | 11 de setembro de 2002NA     | 29 de novembro de 2002    | sem lançamento          | 11 de setembro de 2002  |
| SD Gundam Gashapon WarsJP | Bandai Entertainment                              | Bandai                                                         | 1 de dezembro de 2005NA      | sem lançamento            | 1 de dezembro de 2005   | sem lançamento          |
| Sea World: Shamu's Deep Sea Adventures                                                                                        | Magic Wand Productions                            | Activision                                                     | 8 de novembro de 2005NA      | 16 de março de 2006       | sem lançamento          | 8 de novembro de 2005   |
| Second Sight | Free Radical Design                               | Codemasters                                                    | 3 de setembro de 2004PAL     | 3 de setembro de 2004     | sem lançamento          | 21 de setembro de 2004  |
| Sega Soccer Slam | Black Box Games                                   | Sega                                                           | 18 de março de 2002NA        | 18 de outubro de 2002     | 26 de setembro de 2002  | 18 de março de 2002     |
| Serious Sam: The Next Encounter                                                                                               | Climax Group, Croteam                             | Global Star Software                                           | 12 de abril de 2004NA        | 30 de abril de 2004       | sem lançamento          | 12 de abril de 2004     |
| Shadow the Hedgehog | Sonic Team                                        | Sega                                                           | 15 de novembro de 2005NA     | 18 de novembro de 2005    | 15 de dezembro de 2005  | 15 de novembro de 2005  |
| Shaman King: Soul FightJP | Tuning Electronic                                 | Bandai                                                         | 28 de março de 2003JP        | sem lançamento            | 28 de março de 2003     | sem lançamento          |
| Shark Tale | Edge of Reality                                   | Activision, Taito (JP)                                         | 27 de setembro de 2004NA     | 1 de outubro de 2004      | 3 de março de 2005      | 27 de setembro de 2004  |
| Shikigami no Shiro IIJP | Kids Station                                      | Alfa System                                                    | 24 de outubro de 2003JP      | sem lançamento            | 24 de outubro de 2003   | sem lançamento          |
| Shinseiki GPX Cyber Formula: Road to the EvolutionJP                                                                          | Atelier-Sai                                       | Sunrise Interactive                                            | 29 de julho de 2004JP        | sem lançamento            | 29 de julho de 2004     | sem lançamento          |
| Shrek 2 | Luxoflux                                          | Activision                                                     | 28 de abril de 2004NA        | 18 de junho de 2004       | sem lançamento          | 28 de abril de 2004     |
| Shrek Extra Large | DICE                                              | TDK Mediactive                                                 | 31 de outubro de 2002NA      | 24 de outubro de 2003     | sem lançamento          | 31 de outubro de 2002   |
| Shrek Smash n' Crash Racing                                                                                                   | Activision                                        | Activision                                                     | 21 de novembro de 2006NA     | 16 de março de 2007       | sem lançamento          | 21 de novembro de 2006  |
| Shrek: Super Party | Mass Media                                        | TDK Mediactive                                                 | 30 de maio de 2003NA,PAL     | 30 de maio de 2003        | sem lançamento          | 30 de maio de 2003      |
| Shrek SuperSlam | Shaba Games                                       | Activision                                                     | 25 de outubro de 2005NA      | 18 de novembro de 2005    | sem lançamento          | 25 de outubro de 2005   |
| The Simpsons: Hit & Run | Radical Entertainment                             | Vivendi Universal Games                                        | 16 de setembro de 2003NA     | 31 de outubro de 2003     | sem lançamento          | 16 de setembro de 2003  |
| The Simpsons: Road Rage | Radical Entertainment                             | Electronic Arts                                                | 17 de dezembro de 2001NA     | 17 de maio de 2002EU      | sem lançamento          | 17 de dezembro de 2001  |
| The Sims | Edge Of Reality                                   | EA Games                                                       | 25 de março de 2003NA        | 4 de abril de 2003        | 22 de janeiro de 2004   | 25 de março de 2003     |
| The Sims 2 | Maxis                                             | Electronic Arts                                                | 24 de outubro de 2005NA      | 4 de novembro de 2005     | sem lançamento          | 24 de outubro de 2005   |
| The Sims 2: Pets | Maxis                                             | Electronic Arts                                                | 17 de outubro de 2006NA      | 20 de outubro de 2006     | sem lançamento          | 17 de outubro de 2006   |
| The Sims Bustin' Out | Maxis                                             | EA Games                                                       | 15 de dezembro de 2003NA     | 19 de dezembro de 2003    | sem lançamento          | 15 de dezembro de 2003  |
| Skies of Arcadia Legends •Eternal Arcadia LegendsJP                                                                           | Overworks                                         | Sega                                                           | 26 de dezembro de 2002JP     | 23 de maio de 2003        | 26 de dezembro de 2002  | 27 de janeiro de 2003   |
| Smashing Drive | Point of View, Inc.                               | Namco                                                          | 18 de fevereiro de 2002NA    | sem lançamento            | sem lançamento          | 18 de fevereiro de 2002 |
| Smuggler's Run: Warzones | Rockstar San Diego                                | Rockstar Games                                                 | 7 de agosto de 2002NA        | 18 de outubro de 2002     | sem lançamento          | 7 de agosto de 2002     |
| Sonic Adventure DX: Director's Cut                                                                                            | Sonic Team                                        | Sega                                                           | 18 de junho de 2003NA        | 27 de junho de 2003       | 19 de junho de 2003     | 18 de junho de 2003     |
| Sonic Adventure 2: Battle | Sonic Team                                        | Sega                                                           | 20 de dezembro de 2001JP     | 3 de maio de 2002         | 20 de dezembro de 2001  | 11 de fevereiro de 2002 |
| Sonic Gems Collection | Sega-AM2 Sonic Team                               | Sega                                                           | 11 de agosto de 2005JP       | 30 de setembro de 2005    | 11 de agosto de 2005    | 16 de agosto de 2005    |
| Sonic Heroes | Sonic Team USA                                    | Sega                                                           | 30 de dezembro de 2003JP     | 6 de fevereiro de 2004    | 30 de dezembro de 2003  | 5 de janeiro de 2004    |
| Sonic Mega Collection | Sonic Team                                        | Sega                                                           | 10 de novembro de 2002NA     | 7 de março de 2003        | 19 de dezembro de 2002  | 10 de novembro de 2002  |
| Sonic Riders | Sonic Team                                        | Sega                                                           | 21 de fevereiro de 2006NA    | 17 de março de 2006       | 23 de fevereiro de 2006 | 21 de fevereiro de 2006 |
| Soulcalibur II | Namco                                             | Namco                                                          | 27 de março de 2003JP        | 26 de setembro de 2003    | 27 de março de 2003     | 27 de agosto de 2003    |
| Space Raiders | Taito Corporation                                 | Taito Corporation MastiffNA                                    | 9 de janeiro de 2003JP       | sem lançamento            | 9 de janeiro de 2003    | 19 de abril de 2004     |
| Spartan: Total Warrior | The Creative Assembly                             | Sega                                                           | 7 de outubro de 2005PAL      | 7 de outubro de 2005      | sem lançamento          | 27 de outubro de 2005   |
| Spawn: Armageddon | Point of View, Inc.                               | Namco Electronic ArtsEU                                        | 21 de novembro de 2003NA     | 12 de março de 2004       | sem lançamento          | 21 de novembro de 2003  |
| Special Jinsei GameJP | Takara                                            | Takara                                                         | 1 de maio de 2003JP          | sem lançamento            | 1 de maio de 2003       | sem lançamento          |
| Speed Challenge: Jacques Villeneuve's Racing VisionPAL                                                                        | Ubi Soft Entertainment                            | Ubi Soft Entertainment                                         | 18 de outubro de 2002PAL     | 18 de outubro de 2002     | sem lançamento          | sem lançamento          |
| Speed Kings | Climax Group                                      | Acclaim Entertainment                                          | 28 de maio de 2003NA         | 4 de julho de 2003        | sem lançamento          | 28 de maio de 2003      |
| Sphinx and the Cursed Mummy                                                                                                   | Eurocom                                           | THQ                                                            | 10 de novembro de 2003NA     | 20 de fevereiro de 2004   | sem lançamento          | 10 de novembro de 2003  |
| Spider-Man | Treyarch                                          | Activision, Capcom                                             | 15 de abril de 2002NA        | 7 de junho de 2002        | 13 de fevereiro de 2003 | 15 de abril de 2002     |
| Spider-Man 2 | Treyarch                                          | Activision                                                     | 28 de junho de 2004NA        | 9 de julho de 2004        | sem lançamento          | 28 de junho de 2004     |
| Spirits & Spells •CastleweenPAL •Mahou no PumpkinJP                                                                           | Dreamcatcher Interactive                          | DreamCatcher InteractiveNA, WanadooPAL, MTOJP                  | 30 de maio de 2003PAL        | 30 de maio de 2003        | 19 de junho de 2003     | 24 de setembro de 2003  |
| SpongeBob SquarePants: Battle for Bikini Bottom                                                                               | Heavy Iron Studios                                | THQ                                                            | 31 de outubro de 2003NA      | 28 de novembro de 2003    | sem lançamento          | 31 de outubro de 2003   |
| SpongeBob SquarePants: Creature from the Krusty Krab                                                                          | Blitz Games                                       | THQ                                                            | 16 de outubro de 2006NA      | 3 de novembro de 2006     | sem lançamento          | 16 de outubro de 2006   |
| SpongeBob SquarePants: Lights, Camera, Pants!                                                                                 | THQ Studio Australia                              | THQ                                                            | 21 de outubro de 2005NA      | 18 de novembro de 2005    | sem lançamento          | 21 de outubro de 2005   |
| The SpongeBob SquarePants Movie                                                                                               | Heavy Iron Studios                                | THQ                                                            | 28 de outubro de 2004NA      | 4 de fevereiro de 2005    | sem lançamento          | 28 de outubro de 2004   |
| SpongeBob SquarePants: Revenge of the Flying Dutchman                                                                         | Big Sky Software                                  | THQ                                                            | 18 de dezembro de 2002NA     | 28 de março de 2003       | sem lançamento          | 18 de dezembro de 2002  |
| Spy Hunter | Paradigm Entertainment, Point of View, Inc.       | Midway Games                                                   | 11 de março de 2002NA        | 28 de junho de 2002       | sem lançamento          | 11 de março de 2002     |
| Spyro: A Hero's Tail | Eurocom                                           | Vivendi Universal Games                                        | 3 de novembro de 2004NA      | 26 de novembro de 2004    | sem lançamento          | 3 de novembro de 2004   |
| Spyro: Enter the Dragonfly | Equinox Digital Entertainment                     | Vivendi Universal Games                                        | 8 de novembro de 2002NA      | 29 de novembro de 2002    | sem lançamento          | 8 de novembro de 2002   |
| SSX 3 | EA Canada                                         | EA Sports BIG                                                  | 20 de outubro de 2003NA      | 31 de outubro de 2003     | 12 de dezembro de 2003  | 20 de outubro de 2003   |
| SSX on Tour | EA Canada                                         | EA Sports BIG                                                  | 11 de outubro de 2005NA      | 21 de outubro de 2005     | 17 de novembro de 2005  | 11 de outubro de 2005   |
| SSX Tricky | EA Canada                                         | EA Sports BIG                                                  | 2 de dezembro de 2001NA      | 12 de julho de 2002       | 27 de dezembro de 2001  | 2 de dezembro de 2001   |
| Star Fox Adventures | Rare                                              | Nintendo                                                       | 22 de setembro de 2002NA     | 15 de novembro de 2002AUS | 27 de setembro de 2002  | 22 de setembro de 2002  |
| Star Fox: Assault | Namco                                             | Nintendo                                                       | 16 de dezembro de 2004NA     | 29 de abril de 2005EU     | 16 de dezembro de 2004  | 14 de fevereiro de 2005 |
| Star Wars: Bounty Hunter | LucasArts                                         | LucasArts                                                      | 7 de dezembro de 2002NA      | 7 de fevereiro de 2003    | sem lançamento          | 7 de dezembro de 2002   |
| Star Wars Jedi Knight II: Jedi Outcast                                                                                        | Raven Software, Vicarious Visions                 | LucasArts                                                      | 20 de novembro de 2002NA     | 22 de novembro de 2002    | sem lançamento          | 20 de novembro de 2002  |
| Star Wars Rogue Squadron II: Rogue Leader                                                                                     | Factor 5                                          | LucasArts                                                      | 18 de novembro de 2001NA     | 3 de maio de 2002         | 22 de março de 2002     | 18 de novembro de 2001  |
| Star Wars Rogue Squadron III: Rebel Strike                                                                                    | Factor 5                                          | LucasArts                                                      | 15 de outubro de 2003NA      | 7 de novembro de 2003     | 21 de novembro de 2003  | 15 de outubro de 2003   |
| Star Wars Rogue Squadron III: Rebel Strike Preview Disc                                                                       | Factor 5                                          | LucasArts                                                      | 28 de outubro de 2003NA      | sem lançamento            | sem lançamento          | 28 de outubro de 2003   |
| Star Wars: The Clone Wars | Pandemic Studios                                  | Electronic Arts, LucasArts                                     | 28 de outubro de 2002NA      | 15 de novembro de 2002    | 20 de março de 2003     | 28 de outubro de 2002   |
| Starsky & Hutch | Mind's Eye Productions                            | Empire Interactive                                             | 24 de agosto de 2004NA       | 24 de outubro de 2004     | sem lançamento          | 24 de agosto de 2004    |
| Street Hoops | Black Ops Entertainment                           | Activision                                                     | 28 de novembro de 2002NA     | sem lançamento            | sem lançamento          | 28 de novembro de 2002  |
| Street Racing Syndicate | Eutechnyx                                         | Namco                                                          | 31 de agosto de 2004NA       | 4 de março de 2005        | sem lançamento          | 31 de agosto de 2004    |
| Strike Force Bowling | Lab Rats                                          | Crave Entertainment                                            | 20 de março de 2005NA        | sem lançamento            | sem lançamento          | 20 de março de 2005     |
| The Sum of All Fears | Red Storm Entertainment                           | Ubi Soft Entertainment                                         | 9 de janeiro de 2003NA       | 21 de março de 2003       | sem lançamento          | 9 de janeiro de 2003    |
| Summoner: A Goddess Reborn | Volition                                          | THQ                                                            | 31 de janeiro de 2003NA      | 11 de abril de 2003       | sem lançamento          | 31 de janeiro de 2003   |
| Super Bubble Pop | Runecraft                                         | Jaleco                                                         | 3 de janeiro de 2003NA       | sem lançamento            | sem lançamento          | 3 de janeiro de 2003    |
| Super Mario Strikers •Mario Smash FootballPAL                                                                                 | Next Level Games                                  | Nintendo                                                       | 18 de novembro de 2005EU     | 18 de novembro de 2005EU  | 19 de janeiro de 2006   | 5 de dezembro de 2005   |
| Super Mario Sunshine | Nintendo Entertainment Analysis and Development   | Nintendo                                                       | 19 de julho de 2002JP        | 4 de outubro de 2002EU    | 19 de julho de 2002     | 25 de agosto de 2002    |
| Super Monkey Ball | Amusement Vision                                  | Sega                                                           | 14 de setembro de 2001JP     | 3 de maio de 2002         | 14 de setembro de 2001  | 18 de novembro de 2001  |
| Super Monkey Ball 2 | Amusement Vision                                  | Sega                                                           | 25 de agosto de 2002NA       | 14 de março de 2003       | 21 de novembro de 2002  | 25 de agosto de 2002    |
| Super Monkey Ball Adventure                                                                                                   | Traveller's Tales                                 | Sega                                                           | 14 de julho de 2006PAL       | 14 de julho de 2006       | sem lançamento          | 1 de agosto de 2006     |
| Super Robot Wars GCJP | Banpresto                                         | Banpresto                                                      | 16 de dezembro de 2004JP     | sem lançamento            | 16 de dezembro de 2004  | sem lançamento          |
| Super Smash Bros. Melee | HAL Laboratory                                    | Nintendo                                                       | 21 de novembro de 2001JP     | 24 de maio de 2002        | 21 de novembro de 2001  | 2 de dezembro de 2001   |
| Superman: Shadow of Apokolips                                                                                                 | Infogrames Sheffield House                        | Infogrames                                                     | 25 de março de 2003NA        | 2 de maio de 2003         | sem lançamento          | 25 de março de 2003     |
| Surf's Up | Ubisoft Montreal                                  | Ubisoft                                                        | 1 de junho de 2007NA         | sem lançamento            | sem lançamento          | 1 de junho de 2007      |
| Swingerz Golf •Ace GolfPAL •Wai Wai GolfJP                                                                                    | Telenet Japan                                     | Eidos Interactive                                              | 23 de outubro de 2002NA      | 6 de dezembro de 2002     | 28 de novembro de 2002  | 23 de outubro de 2002   |
| SX Superstar | Climax Group                                      | AKA Acclaim                                                    | 30 de junho de 2003NA        | 4 de julho de 2003        | sem lançamento          | 30 de junho de 2003     |
| Tak and the Power of Juju | Avalanche Software                                | THQ                                                            | 15 de outubro de 2003NA      | 12 de março de 2004       | sem lançamento          | 15 de outubro de 2003   |
| Tak: The Great Juju Challenge                                                                                                 | Avalanche Software                                | THQ                                                            | 19 de setembro de 2005NA,PAL | 19 de setembro de 2005    | sem lançamento          | 19 de setembro de 2005  |
| Tak 2: The Staff of Dreams | Avalanche Software                                | THQ                                                            | 11 de outubro de 2004NA      | 24 de março de 2005       | sem lançamento          | 11 de outubro de 2004   |
| Tales of Symphonia | Namco                                             | Namco                                                          | 29 de agosto de 2003JP       | 19 de novembro de 2004    | 29 de agosto de 2003    | 13 de julho de 2004     |
| Taxi 3PAL | Ubisoft                                           | Ubisoft                                                        | 28 de agosto de 2003PAL      | 28 de agosto de 2003      | sem lançamento          | sem lançamento          |
| Taz: Wanted | Blitz Games                                       | Infogrames                                                     | 4 de outubro de 2002PAL      | 4 de outubro de 2002      | sem lançamento          | 10 de outubro de 2002   |
| Teen Titans | Artificial Mind and Movement                      | THQ Majesco Entertainment                                      | 24 de maio de 2006NA         | 10 de novembro de 2006    | sem lançamento          | 24 de maio de 2006      |
| Teenage Mutant Ninja Turtles                                                                                                  | Konami                                            | Konami                                                         | 31 de outubro de 2003NA      | 30 de abril de 2004       | sem lançamento          | 31 de outubro de 2003   |
| Teenage Mutant Ninja Turtles 2: Battle Nexus                                                                                  | Konami                                            | Konami                                                         | 19 de outubro de 2004NA      | 13 de maio de 2005        | sem lançamento          | 19 de outubro de 2004   |
| Teenage Mutant Ninja Turtles 3: Mutant Nightmare                                                                              | Konami                                            | Konami                                                         | 1 de novembro de 2005NA      | sem lançamento            | sem lançamento          | 1 de novembro de 2005   |
| Tengai Makyō II: ManjimaruJP                                                                                                  | Hudson Soft                                       | Hudson Soft                                                    | 25 de setembro de 2005JP     | sem lançamento            | 25 de setembro de 2005  | sem lançamento          |
| Tensai Bit-Kun: Gramon BattleJP                                                                                               | Taito                                             | Taito                                                          | 3 de outubro de 2003JP       | sem lançamento            | 3 de outubro de 2003    | sem lançamento          |
| Terminator 3: The Redemption                                                                                                  | Paradigm Entertainment                            | Atari                                                          | 6 de setembro de 2004NA      | 24 de setembro de 2004    | 20 de janeiro de 2005   | 6 de setembro de 2004   |
| Tetris Worlds | Radical Entertainment                             | THQ                                                            | 23 de junho de 2002NA        | 27 de setembro de 2002    | 20 de dezembro de 2002  | 23 de junho de 2002     |
| Tiger Woods PGA Tour 2003 | EA Sports                                         | EA Sports                                                      | 27 de outubro de 2002NA      | 6 de dezembro de 2002     | sem lançamento          | 27 de outubro de 2002   |
| Tiger Woods PGA Tour 2004 | EA Sports                                         | EA Sports                                                      | 22 de setembro de 2003NA     | 26 de setembro de 2003    | sem lançamento          | 22 de setembro de 2003  |
| Tiger Woods PGA Tour 2005 | EA Sports                                         | EA Sports                                                      | 20 de setembro de 2004NA     | 24 de setembro de 2004    | sem lançamento          | 20 de setembro de 2004  |
| Tiger Woods PGA Tour 06 | EA Sports                                         | EA Sports                                                      | 20 de setembro de 2005NA     | 7 de outubro de 2005      | sem lançamento          | 20 de setembro de 2005  |
| TimeSplitters 2 | Free Radical Design                               | Eidos Interactive                                              | 16 de outubro de 2002NA      | 1 de novembro de 2002     | sem lançamento          | 16 de outubro de 2002   |
| TimeSplitters: Future Perfect                                                                                                 | Free Radical Design                               | EA Games                                                       | 21 de março de 2005NA        | 25 de março de 2005       | sem lançamento          | 21 de março de 2005     |
| TMNT | Ubisoft Montreal                                  | Ubisoft                                                        | 20 de março de 2007NA        | 22 de março de 2007       | sem lançamento          | 20 de março de 2007     |
| TMNT: Mutant Melee | Konami                                            | Konami                                                         | 16 de março de 2005NA        | sem lançamento            | sem lançamento          | 16 de março de 2005     |
| Tom and Jerry: War of the Whiskers                                                                                            | VIS Entertainment                                 | NewKidCo                                                       | 4 de janeiro de 2003NA       | sem lançamento            | sem lançamento          | 4 de janeiro de 2003    |
| Tom Clancy's Ghost Recon | Red Storm Entertainment                           | Ubi Soft Entertainment                                         | 9 de fevereiro de 2003NA     | 28 de março de 2003       | sem lançamento          | 9 de fevereiro de 2003  |
| Tom Clancy's Ghost Recon 2 | Red Storm Entertainment                           | Ubisoft                                                        | 15 de março de 2005NA        | 24 de março de 2005       | sem lançamento          | 15 de março de 2005     |
| Tom Clancy's Rainbow Six 3: Raven Shield                                                                                      | Ubisoft                                           | Ubisoft                                                        | 17 de junho de 2004NA        | 25 de junho de 2004       | sem lançamento          | 17 de junho de 2004     |
| Tom Clancy's Rainbow Six: Lockdown                                                                                            | Red Storm Entertainment, Ubisoft                  | Ubisoft                                                        | 27 de setembro de 2005NA     | 7 de outubro de 2005      | sem lançamento          | 27 de setembro de 2005  |
| Tom Clancy's Splinter Cell | Ubisoft                                           | Ubisoft                                                        | 10 de abril de 2003NA        | 6 de junho de 2003        | sem lançamento          | 10 de abril de 2003     |
| Tom Clancy's Splinter Cell: Chaos Theory                                                                                      | Ubisoft                                           | Ubisoft                                                        | 31 de março de 2005NA        | 1 de abril de 2005        | sem lançamento          | 31 de março de 2005     |
| Tom Clancy's Splinter Cell: Double Agent                                                                                      | Ubisoft                                           | Ubisoft                                                        | 26 de outubro de 2006NA      | 27 de outubro de 2006     | sem lançamento          | 26 de outubro de 2006   |
| Tom Clancy's Splinter Cell: Pandora Tomorrow                                                                                  | Ubisoft                                           | Ubisoft                                                        | 20 de julho de 2004NA        | 30 de julho de 2004       | sem lançamento          | 20 de julho de 2004     |
| Tomb Raider: Legend | Crystal Dynamics                                  | Eidos Interactive                                              | 14 de novembro de 2006NA     | 1 de dezembro de 2006     | sem lançamento          | 14 de novembro de 2006  |
| Tonka: Rescue Patrol | Lucky Chicken Games                               | TDK Mediactive Atari                                           | 18 de novembro de 2003NA     | sem lançamento            | sem lançamento          | 18 de novembro de 2003  |
| Tony Hawk's American Wasteland                                                                                                | Neversoft                                         | Activision                                                     | 18 de outubro de 2005NA      | 28 de outubro de 2005     | sem lançamento          | 18 de outubro de 2005   |
| Tony Hawk's Pro Skater 3 | Neversoft                                         | Activision                                                     | 18 de novembro de 2001NA     | 3 de maio de 2002         | 27 de junho de 2003     | 18 de novembro de 2001  |
| Tony Hawk's Pro Skater 4 | Neversoft                                         | Activision                                                     | 23 de outubro de 2002NA      | 15 de novembro de 2002    | sem lançamento          | 23 de outubro de 2002   |
| Tony Hawk's Underground | Neversoft                                         | Activision                                                     | 27 de outubro de 2003NA      | 21 de novembro de 2003    | sem lançamento          | 27 de outubro de 2003   |
| Tony Hawk's Underground 2 | Neversoft                                         | Activision                                                     | 4 de outubro de 2004NA       | 8 de outubro de 2004      | sem lançamento          | 4 de outubro de 2004    |
| Top Angler: Real Bass Fishing                                                                                                 | SIMS Co., Ltd.                                    | Xicat Interactive                                              | 1 de janeiro de 2003NA       | 13 de fevereiro de 2004   | sem lançamento          | 1 de janeiro de 2003    |
| Top Gun: Combat Zones | Digital Integration                               | Titus Software                                                 | 24 de outubro de 2002NA      | 8 de novembro de 2002     | 26 de dezembro de 2002  | 24 de outubro de 2002   |
| The Tower of DruagaJP | Namco                                             | Namco                                                          | 5 de dezembro de 2003JP      | sem lançamento            | 5 de dezembro de 2003   | sem lançamento          |
| TransWorld Surf: Next Wave | Angel Studios                                     | Infogrames                                                     | 18 de março de 2003NA        | sem lançamento            | sem lançamento          | 18 de março de 2003     |
| Trigger Man | Point of View, Inc.                               | Crave Entertainment                                            | 5 de outubro de 2004NA       | sem lançamento            | sem lançamento          | 5 de outubro de 2004    |
| True Crime: New York City | Luxoflux                                          | Activision                                                     | 15 de novembro de 2005NA     | 25 de novembro de 2005    | sem lançamento          | 15 de novembro de 2005  |
| True Crime: Streets of LA | Luxoflux                                          | Activision                                                     | 3 de novembro de 2003NA      | 21 de novembro de 2003    | sem lançamento          | 3 de novembro de 2003   |
| Tube Slider | Nd Cube                                           | Interchannel                                                   | 17 de abril de 2003NA        | sem lançamento            | sem lançamento          | 17 de abril de 2003     |
| Turok: Evolution | Acclaim Studios Austin                            | Acclaim Entertainment                                          | 31 de agosto de 2002NA       | 27 de setembro de 2002    | sem lançamento          | 31 de agosto de 2002    |
| Ty the Tasmanian Tiger | Krome Studios                                     | EA Games                                                       | 10 de setembro de 2002NA     | 22 de novembro de 2002    | sem lançamento          | 10 de setembro de 2002  |
| Ty the Tasmanian Tiger 2: Bush Rescue                                                                                         | Krome Studios                                     | EA Games                                                       | 12 de outubro de 2004NA      | 5 de novembro de 2004     | sem lançamento          | 12 de outubro de 2004   |
| Ty the Tasmanian Tiger 3: Night of the Quinkan                                                                                | Krome Studios                                     | Activision                                                     | 12 de outubro de 2005NA      | sem lançamento            | sem lançamento          | 12 de outubro de 2005   |
| UEFA Champions League 2004-2005PAL                                                                                            | EA Sports                                         | EA Sports                                                      | 4 de fevereiro de 2005PAL    | 4 de fevereiro de 2005    | sem lançamento          | sem lançamento          |
| Ultimate Fighting Championship: Throwdown •UFC 2 Tapout Final Spec.JP                                                         | Crave Entertainment                               | CapcomJP, Crave EntertainmentNA, UbisoftPAL                    | 29 de julho de 2002NA        | 20 de setembro de 2002    | 5 de setembro de 2002   | 29 de julho de 2002     |
| Ultimate Muscle: Legends vs. New Generation •Kinnikuman Nisei: Shinsedai Choujin vs Densetsu ChoujinJP                        | Aki Corp.                                         | Bandai                                                         | 22 de novembro de 2002JP     | sem lançamento            | 22 de novembro de 2002  | 5 de junho de 2003      |
| Ultimate Spider-Man | Treyarch                                          | ActivisionNA,PAL, Taito CorporationJP                          | 21 de setembro de 2005NA     | 14 de outubro de 2005     | 29 de junho de 2006     | 21 de setembro de 2005  |
| Universal Studios Theme Parks Adventure •Universal Studios JapanJP                                                            | Kemco                                             | Kemco                                                          | 7 de dezembro de 2001JP      | 3 de maio de 2002         | 7 de dezembro de 2001   | 18 de dezembro de 2001  |
| The Urbz: Sims in the City | Maxis                                             | EA Games                                                       | 9 de novembro de 2004NA      | 12 de novembro de 2004    | 13 de janeiro de 2005   | 9 de novembro de 2004   |
| V-Rally 3JP,PAL | Eden Studios                                      | Infogrames                                                     | 25 de junho de 2003PAL       | 25 de junho de 2003       | 10 de julho de 2003     | sem lançamento          |
| Vexx | Acclaim Studios Austin                            | Acclaim Entertainment                                          | 10 de fevereiro de 2003NA    | 4 de abril de 2003        | sem lançamento          | 10 de fevereiro de 2003 |
| Viewtiful Joe | Clover Studio                                     | Capcom                                                         | 26 de junho de 2003JP        | 24 de outubro de 2003     | 26 de junho de 2003     | 7 de outubro de 2003    |
| Viewtiful Joe 2 | Clover Studio                                     | Capcom                                                         | 18 de novembro de 2004NA     | 1 de abril de 2005        | 16 de dezembro de 2004  | 18 de novembro de 2004  |
| Viewtiful Joe: Red Hot Rumble                                                                                                 | Clover Studio                                     | Capcom                                                         | 29 de setembro de 2005JP     | 10 de março de 2006       | 29 de setembro de 2005  | 8 de novembro de 2005   |
| Virtua Quest | Sega-AM2                                          | Sega                                                           | 26 de agosto de 2004JP       | sem lançamento            | 26 de agosto de 2004    | 19 de janeiro de 2005   |
| Virtua Striker 2002 | Amusement Vision                                  | Sega                                                           | 14 de fevereiro de 2002JP    | 24 de maio de 2002        | 14 de fevereiro de 2002 | 20 de maio de 2002      |
| Wallace & Gromit in Project Zoo                                                                                               | Frontier Developments                             | BAM! Entertainment                                             | 3 de outubro de 2003PAL      | 3 de outubro de 2003      | sem lançamento          | 14 de outubro de 2003   |
| Wario World | Treasure                                          | Nintendo                                                       | 20 de junho de 2003PAL       | 20 de junho de 2003       | 27 de maio de 2004      | 24 de junho de 2003     |
| WarioWare, Inc.: Mega Party Game$ •Atsumare!! Made in WarioJP                                                                 | Intelligent Systems                               | Nintendo                                                       | 17 de outubro de 2003JP      | 3 de setembro de 2004     | 17 de outubro de 2003   | 6 de abril de 2004      |
| Warrior Blade: Rastan vs. BarbarianJP                                                                                         | Saffire Corporation                               | Titus Japan K.K. Taito Corporation                             | 27 de março de 2003JP        | sem lançamento            | 27 de março de 2003     | sem lançamento          |
| Wave Race: Blue Storm | Nintendo Software Technology                      | Nintendo                                                       | 14 de setembro de 2001JP     | 3 de maio de 2002         | 14 de setembro de 2001  | 18 de novembro de 2001  |
| Whirl Tour | Papaya Studio                                     | Crave Entertainment                                            | 12 de novembro de 2002NA     | 31 de março de 2003       | sem lançamento          | 12 de novembro de 2002  |
| Winnie the Pooh's Rumbly Tumbly Adventure                                                                                     | Phoenix Studio                                    | Ubisoft                                                        | 8 de fevereiro de 2005NA     | 8 de março de 2005        | sem lançamento          | 8 de fevereiro de 2005  |
| World Series of Poker | Activision                                        | Activision                                                     | 14 de setembro de 2005NA     | sem lançamento            | sem lançamento          | 14 de setembro de 2005  |
| World Soccer Winning Eleven 6 Final EvolutionJP                                                                               | Konami                                            | Konami                                                         | 30 de janeiro de 2003JP      | sem lançamento            | 30 de janeiro de 2003   | sem lançamento          |
| Worms 3D | Team17                                            | SegaEU Acclaim EntertainmentNA                                 | 31 de outubro de 2003PAL     | 31 de outubro de 2003     | sem lançamento          | 11 de março de 2004     |
| Worms Blast | Team17                                            | Ubi Soft Entertainment                                         | 13 de setembro de 2002PAL    | 13 de setembro de 2002    | sem lançamento          | 24 de outubro de 2002   |
| Wreckless: The Yakuza Missions                                                                                                | Bunkasha Games                                    | Activision                                                     | 13 de novembro de 2002NA     | 22 de novembro de 2002    | sem lançamento          | 13 de novembro de 2002  |
| WTA Tour Tennis •Pro Tennis WTA TourPAL •WTA Tour Tennis Pro EvolutionJP                                                      | Konami                                            | Konami                                                         | 29 de agosto de 2002JP       | 13 de setembro de 2002    | 29 de agosto de 2002    | 24 de setembro de 2002  |
| WWE Crush Hour | Pacific Data Power & Light                        | THQ                                                            | 17 de março de 2003NA        | 15 de maio de 2003        | sem lançamento          | 17 de março de 2003     |
| WWE Day of Reckoning | Yuke's                                            | THQ, Yuke's                                                    | 30 de agosto de 2004NA       | 17 de setembro de 2004    | 13 de janeiro de 2005   | 30 de agosto de 2004    |
| WWE Day of Reckoning 2 | Yuke's                                            | THQ                                                            | 29 de agosto de 2005NA       | 23 de setembro de 2005    | sem lançamento          | 29 de agosto de 2005    |
| WWE WrestleMania X8 | Yuke's                                            | THQ, Yuke's                                                    | 9 de junho de 2002NA         | 27 de setembro de 2002    | 6 de setembro de 2002   | 9 de junho de 2002      |
| WWE WrestleMania XIX | Yuke's                                            | THQ, Yuke's                                                    | 8 de setembro de 2003NA      | 19 de setembro de 2003    | 7 de novembro de 2003   | 8 de setembro de 2003   |
| X-Men Legends | Raven Software                                    | Activision                                                     | 21 de setembro de 2004NA     | 22 de outubro de 2004     | sem lançamento          | 21 de setembro de 2004  |
| X-Men Legends II: Rise of Apocalypse                                                                                          | Raven Software                                    | Activision                                                     | 20 de setembro de 2005NA     | 14 de outubro de 2005     | sem lançamento          | 20 de setembro de 2005  |
| X-Men: Next Dimension | Exakt Entertainment                               | Activision                                                     | 15 de outubro de 2002NA      | 29 de novembro de 2002    | sem lançamento          | 15 de outubro de 2002   |
| X-Men: The Official Game | Hypnos Entertainment                              | Activision                                                     | 16 de maio de 2006NA         | 19 de maio de 2006        | sem lançamento          | 16 de maio de 2006      |
| X2: Wolverine's Revenge •X-Men 2: Wolverine's RevengePAL                                                                      | GenePool Software                                 | Activision                                                     | 14 de abril de 2003NA        | 17 de abril de 2003       | sem lançamento          | 14 de abril de 2003     |
| XGRA: Extreme-G Racing Association                                                                                            | Acclaim Cheltenham                                | Acclaim Entertainment                                          | 24 de novembro de 2003NA     | 5 de março de 2004        | sem lançamento          | 24 de novembro de 2003  |
| XIII | Ubisoft Paris                                     | Ubisoft                                                        | 24 de novembro de 2003NA     | 28 de novembro de 2003    | sem lançamento          | 24 de novembro de 2003  |
| Yu-Gi-Oh! The Falsebound Kingdom •Yu-Gi-Oh! Falsebound KingdomJP                                                              | Konami                                            | Konami                                                         | 5 de dezembro de 2002JP      | 19 de novembro de 2004    | 5 de dezembro de 2002   | 4 de novembro de 2003   |
| Zapper: One Wicked Cricket | Blitz Games                                       | Infogrames                                                     | 3 de novembro de 2002NA      | 14 de março de 2003       | sem lançamento          | 3 de novembro de 2002   |
| Zatch Bell! Mamodo Battles •Konjiki no Gashbell!! Yuujou no Tag Battle 2JP                                                    | Eighting                                          | Bandai                                                         | 24 de março de 2005JP        | sem lançamento            | 24 de março de 2005     | 19 de outubro de 2005   |
| Zatch Bell! Mamodo Fury | Mechanic Arms                                     | BandaiJP, Namco Bandai GamesNA                                 | 12 de dezembro de 2006NA     | sem lançamento            | sem lançamento          | 12 de dezembro de 2006  |
| Zoids Vs.JP | Tomy                                              | Tomy                                                           | 6 de setembro de 2002JP      | sem lançamento            | 6 de setembro de 2002   | sem lançamento          |
| Zoids Vs. IIIJP | Tomy                                              | Tomy                                                           | 30 de setembro de 2004JP     | sem lançamento            | 30 de setembro de 2004  | sem lançamento          |
| Zoids: Battle Legends •Zoids Vs. IIJP                                                                                         | Tomy                                              | TomyJP, AtariNA                                                | 5 de setembro de 2003JP      | sem lançamento            | 5 de setembro de 2003   | 4 de setembro de 2004   |
| Zoids: Full Metal CrashJP | Tomy                                              | Tomy                                                           | 27 de outubro de 2005JP      | sem lançamento            | 27 de outubro de 2005   | sem lançamento          |
| ZooCube | PuzzleKings                                       | Acclaim Entertainment                                          | 5 de maio de 2002NA          | 30 de agosto de 2002      | 25 de outubro de 2002   | 5 de maio de 2002       |